# Нинбо
Нинбо́ (кит. трад. 寧波, упр. 宁波, пиньинь Níngbō, буквально: «спокойные волны», у 宁波) — город субпровинциального значения, расположенный на северо-востоке провинции Чжэцзян в Китайской Народной Республике.
Один из крупнейших портов мира, значительный промышленный, торговый, финансовый и логистический центр Восточного Китая.

## История
Территория современного Нинбо была населена уже в период культуры Хэмуду. Раскопки неолитических поселений свидетельствуют, что здесь изготавливали различные керамические и деревянные изделия. Во времена первых централизованных империй эти места входили в состав округа Куайцзи (会稽郡), власти которого размещались на месте современного Сучжоу.
Во времена империи Суй в 589 году три находившихся здесь уезда были объединены в уезд Гоучжан (句章县). После смены империи Суй империей Тан он был в 621 году разделён на область Иньчжоу (鄞州) и область Яочжоу (姚州). В 625 году область Иньчжоу была расформирована, а вместо неё был создан уезд Маосянь (鄮县), названный так по находящейся на его территории горе Маошань.
В 738 году из уезда Маосянь было выделено три других уезда, и была создана управляющая четырьмя уездами область Минчжоу (明州), названная по находящейся на её территории горе Сыминшань. В 742 году область была переименована в округ Юйяо (余姚郡), но в 758 году ей было возвращено прежнее название. Во времена Поздней Лян уезд Маосянь был в 909 году переименован в Иньсянь (鄞县).
Во времена империи Сун область Минчжоу была в 1194 году поднята в статусе и преобразована в Цинъюаньскую управу (庆元府). После монгольского завоевания управа была в 1277 году преобразована в Цинъюаньский регион (庆元路). После того, как Чжу Юаньчжан сверг власть монголов и основал империю Мин, «регионы» опять стали «управами», и Цинъюаньский регион в 1367 году стал Минчжоуской управой (明州府). Из-за практики табу на имена, чтобы избежать использования иероглифа «мин», являющегося названием страны, в 1381 году Минчжоуская управа была переименована в Нинбоскую управу (宁波府). Мотивом для выбора названия «Нинбо» («спокойные волны») послужило наличие на территории управы уезда с названием «Динхай» («упорядоченное море»): если на море — порядок, то и волны — спокойны.
Первыми европейцами, побывавшими в Нинбо, были португальцы в 1522 году. В «Декалогии» Жуана де Барруша и «Странствии» Фернана Мендеса Пинту он упоминается как «Liampó» (хотя Барруш и объясняет, что это — искажение правильного названия «Nimpó»). В соответствии с решением властей Минской империи, Нинбо стал единственным портом, через который дозволялись сношения с Японией, поэтому через него следовали все японские посольства (в частности, в 1523 году с их участием произошёл Нинбоский инцидент) и именно здесь португальцы впервые повстречались с японцами.
Во времена империи Цин во время Первой опиумной войны 10 октября 1841 года англичане после успешного штурма крепости Чжэньхай в устье реки Юнцзян овладели Нинбо, и по окончании войны по условиям «Нанкинского договора» он стал одним из 5 «договорных портов», открытых для международной торговли. В 1864 город в течение шести месяцев удерживали тайпины. Во время Франко-китайской войны в районе Чжэньхая 1 марта 1885 года состоялось боестолкновение, которое во французских источниках считается незначительной стычкой, а в китайских — крупной победой. После Синьхайской революции в Китае была произведена реформа структуры административного деления, в ходе которой были упразднены управы, поэтому в 1912 году Нинбоская управа прекратила своё существование.
В 1927 году урбанизированная часть уезда Иньсянь была выделена в отдельный город Нинбо, но в 1931 году город Нинбо опять был расформирован, а его территория возвращена в состав уезда Иньсянь.
Во время японо-китайской войны японцы в 1940 году применили в Нинбо бактериологическое оружие, сбросив на город с самолётов фарфоровые контейнеры с возбудителями чумы. Во время войны город покинуло от 80 до 90 процентов населения.
1 января 1949 года гоминьдановские власти создали на стыке уездов Фэнхуа, Юйяо, Шанъюй, Иньсянь и Шэнсянь новый уезд Миншань (四明县), но после того, как в мае 1949 года эти места были заняты войсками коммунистов, он был расформирован.
После образования КНР был создан Специальный район Нинбо (宁波专区) из 7 уездов, а сам Нинбо (вновь выделенный из уезда Иньсянь) стал городом провинциального подчинения. В 1950 году из уезда Юйяо была выделена особая административная единица уездного уровня — Аньдунский район соледобычи (庵东盐区), подчинённый напрямую властям провинции Чжэцзян. В 1952 году в состав Специального района Нинбо перешло ещё 4 уезда из состава соседних специальных районов. В 1953 году Аньдунский район соледобычи был опять присоединён к уезду Юйяо, но в 1954 году воссоздан вновь; из-за продолжавшихся переходов уездов из одних специальных районов в другие Специальный район Нинбо стал насчитывать 13 уездов и 1 район соледобычи. В 1956 году Аньдунский район соледобычи был присоединён к уезду Цыси. В 1957 году в составе Специального района Нинбо находилось 14 уездов. В 1958 году уезд Чжэньхай был передан под юрисдикцию властей города Нинбо, ранее напрямую подчинявшийся провинциальным властям город Шаосин перешёл в подчинение властям Специального района Нинбо, а ряд уездов были объединены между собой, и в составе Специального района оказались 1 город и 9 уездов. В 1962 году город Шаосин был присоединён к уезду Шаосин, и после очередных административных преобразований (включая возвращение уезда Чжэньхай в состав Специального района) в Специальном районе Нинбо стало 12 уездов. В 1964 году 5 уездов было выделено в состав нового Специального района Шаосин (绍兴专区), и в Специальном районе Нинбо осталось 7 уездов.
В 1970 году Специальный район Нинбо был переименован в Округ Нинбо (宁波地区).
В 1982 году уезд Чжэньхай вновь перешёл под юрисдикцию города Нинбо.
В 1983 году Округ Нинбо был расформирован, а входившие в его состав 6 уездов также перешли под юрисдикцию властей города Нинбо.
В 1984 году Пригородный район (郊区) был присоединён к району Цзянбэй.
В 1985 году уезд Юйяо был преобразован в городской уезд.
В 1988 году уезды Цыси и Фэнхуа были преобразованы в городские уезды.
В 2002 году был расформирован уезд Иньсянь, а вместо него создан район городского подчинения Иньчжоу.
В 2016 году район Цзяндун (江东区) был присоединён к району Иньчжоу, а городской уезд Фэнхуа преобразован в район городского подчинения.

## География

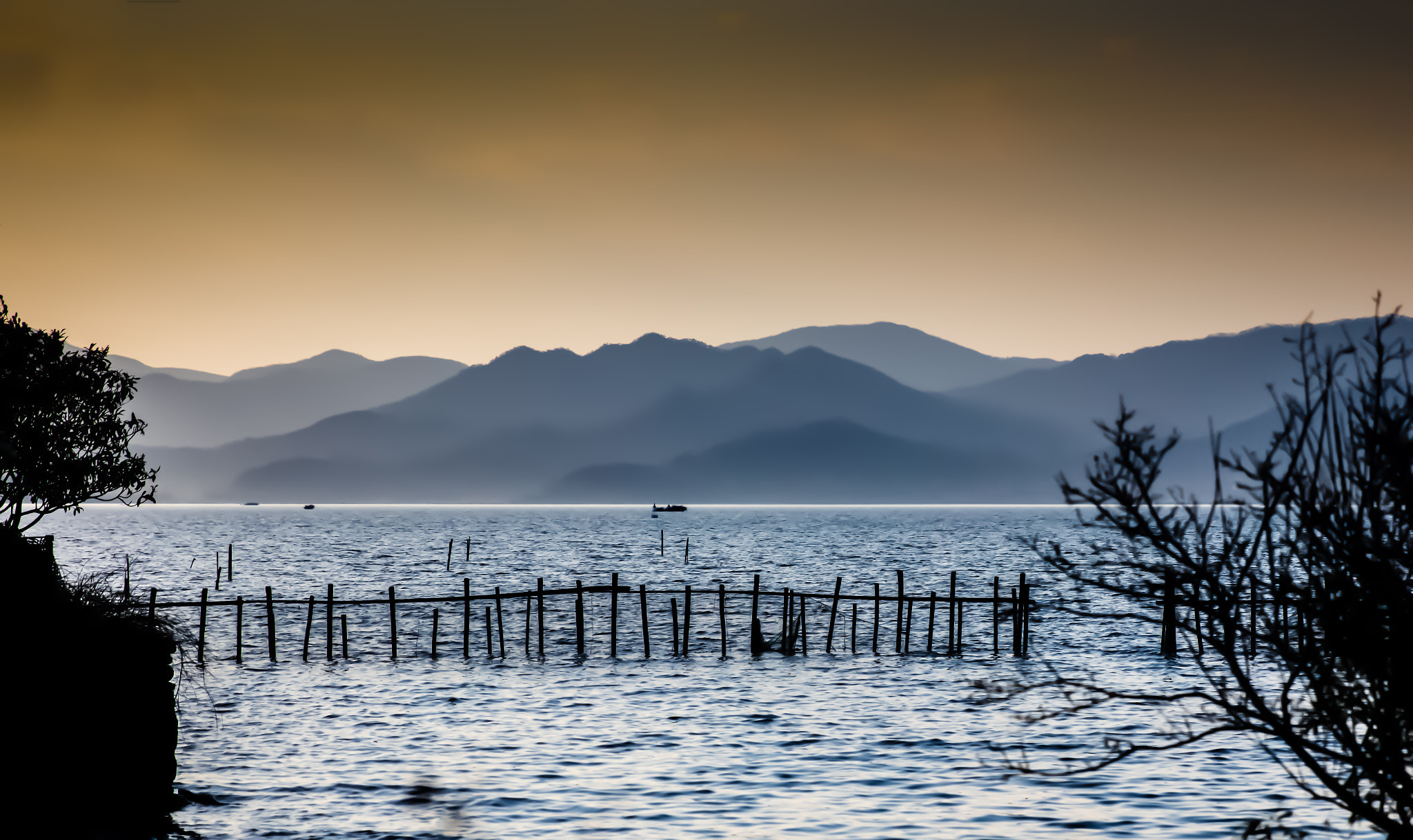
Озеро Дунцянь

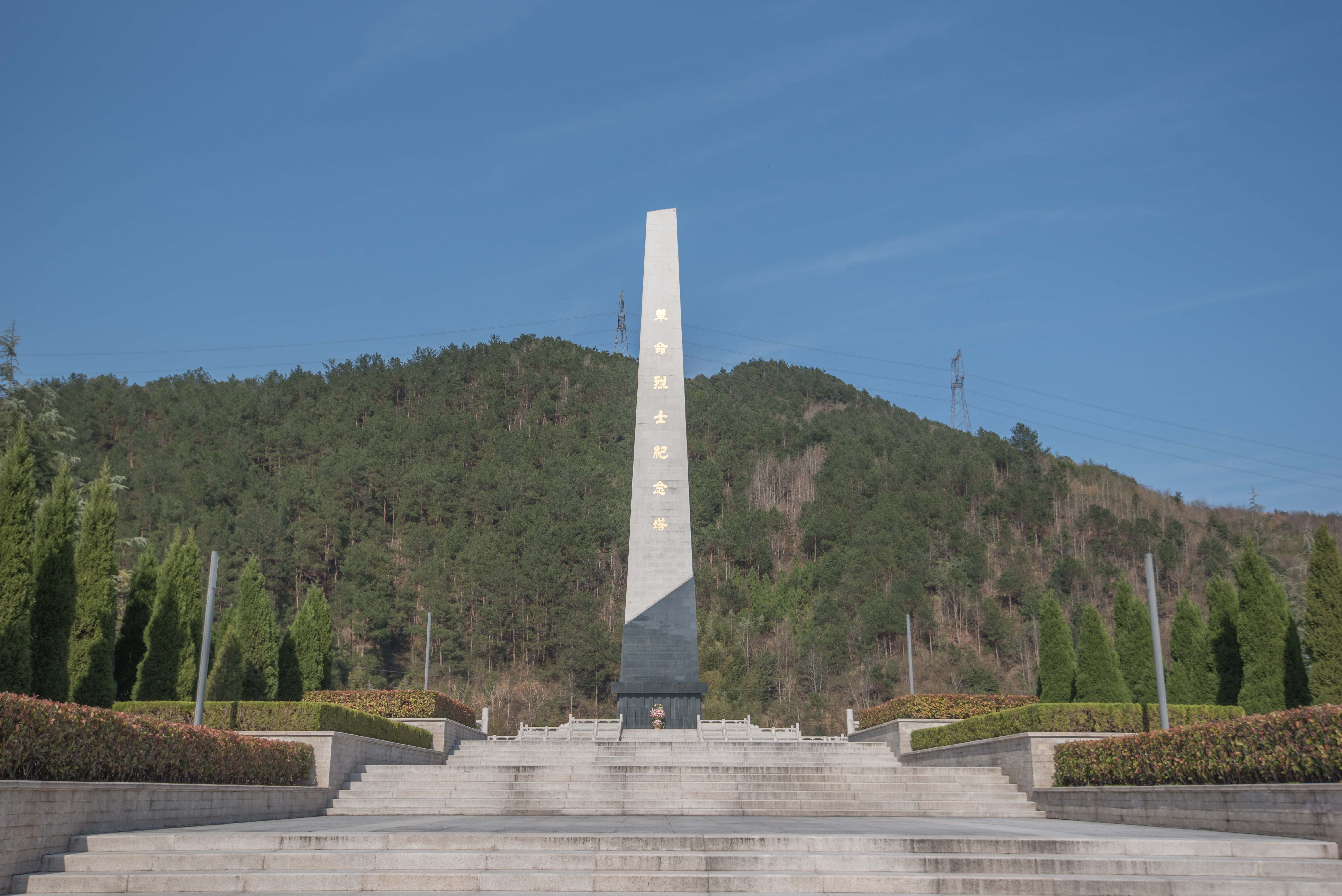
Монумент в горах Сымин

С севера Нинбо омывается заливом Ханчжоувань, с востока — Восточно-Китайским морем. Сухопутная площадь города (9816 км²) лишь немного превышает морскую акваторию Нинбо (9758 км²). Общая протяжённость береговой линии города составляет 1562 км, включая 788 км материковой береговой линии и 774 км островной береговой линии, что составляет одну треть всей береговой линии провинции Чжэцзян.
С юга Нинбо граничит с округом Тайчжоу, с северо-востока — с островным округом Чжоушань, с запада — с округом Шаосин, с севера (через пролив Ханчжоувань) — с округом Цзясин и городом Шанхай. Территория Нинбо представляет собой череду долин, зажатых между морским побережьем и небольшими холмами. В состав города входят полуостров Чуаньшань в районе Бэйлунь (самая восточная материковая точка Чжэцзяна) и полуостров Сяншань в одноимённом уезде. Горы Сыминшань тянутся от гор Тяньтай в соседнем округе Тайчжоу через западную часть Нинбо на север и достигают уезда Юйяо (максимальная высота — 979 м).
В районе Иньчжоу расположено пресноводное озеро Дунцянь — крупнейшее озеро Нинбо площадью 20 км².

### Климат
Нинбо расположен во влажном субтропическом климате, для которого характерны жаркое и влажное лето, а также прохладная, облачная и сухая зима. На июнь приходится пик Восточно-азиатского сезона дождей. С августа по октябрь на побережье Нинбо часто обрушиваются тайфуны. Зимой в Нинбо нередко выпадает снег.
| Показатель                    | Янв. | Фев. | Март | Апр. | Май | Июнь | Июль | Авг. | Сен. | Окт. | Нояб. | Дек. | Год |
| ----------------------------- | ---- | ---- | ---- | ---- | --- | ---- | ---- | ---- | ---- | ---- | ----- | ---- | --- |
| Абсолютный максимум, °C       | 28   | 28   | 33   | 34   | 35  | 37   | 40   | 37   | 37   | 33   | 32    | 28   | 40  |
| Средний суточный максимум, °C | 8    | 8    | 12   | 18   | 23  | 26   | 31   | 30   | 26   | 22   | 16    | 10   | 20  |
| Средняя температура, °C       | 5    | 6    | 10   | 16   | 20  | 24   | 28   | 28   | 23   | 19   | 13    | 7    | 17  |
| Средний суточный минимум, °C  | 2    | 3    | 7    | 12   | 17  | 21   | 25   | 25   | 21   | 16   | 10    | 4    | 13  |
| Абсолютный минимум, °C        | −6   | −6   | −2   | −2   | 7   | 12   | 15   | 18   | 12   | 2    | −2    | −7   | −7  |
| Источник:                     |      |      |      |      |     |      |      |      |      |      |       |      |     |

## Население
В Нинбо оседает много трудовых мигрантов, приехавших в город из других провинций Китая. Они проживают в заводских общежитиях или на съёмных квартирах, не фигурируя в официальных переписях или других соответствующих статистических данных. Исторически крупные диаспоры выходцев из Нинбо имеются в Шанхае, на Тайване, куда после Гражданской войны бежало правительство Чан Кайши, в Гонконге, США и Канаде. Например, такие известные гонконгцы, как Дун Цзяньхуа, Саммо Хун и Стивен Чоу, имеют корни из Нинбо.

### Религия
Нинбо одним из первых китайских городов был открыт для Запада, соответственно, сюда довольно рано начали проникать христианские миссионеры. По сравнению с остальным материковым Китаем, в Нинбо довольно сильны позиции христианства. Кроме того, близость к священному острову Путошань и наличие многих известных буддистских храмов привели к тому, что в городе большим влиянием обладает буддизм.
В Нинбо находятся 565 буддистских храмов и монастырей, 298 христианских храмов и соборов, из них 52 католических, а также одна мечеть «Сипа Манзо».

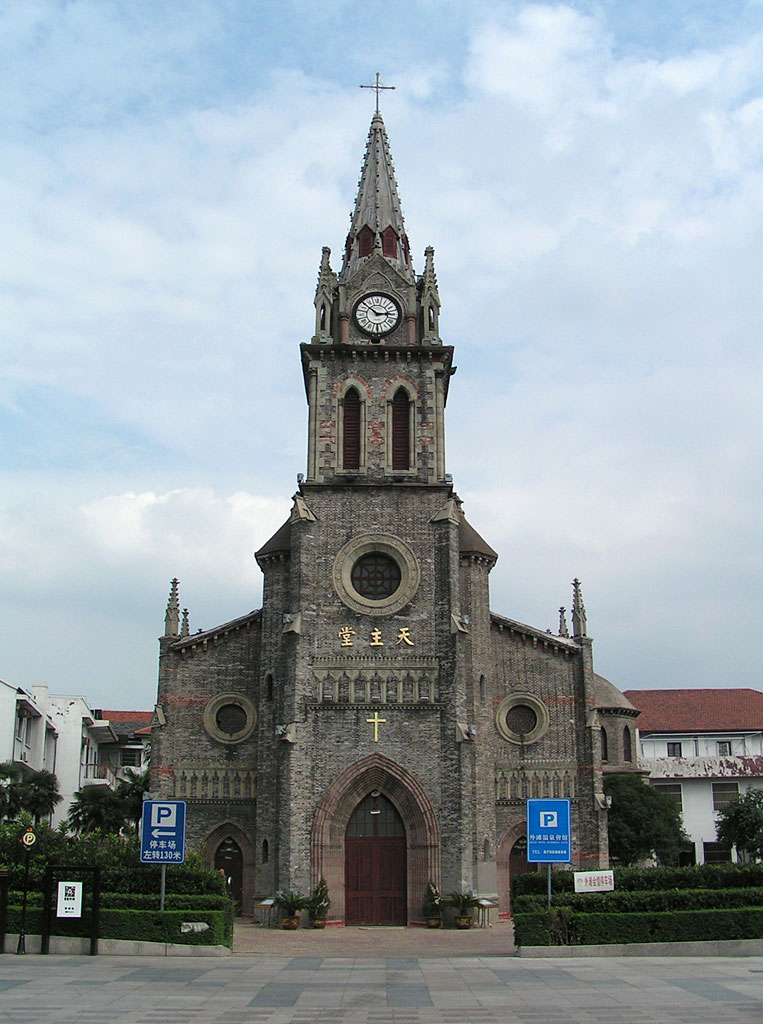
Кафедральный собор Святого Сердца
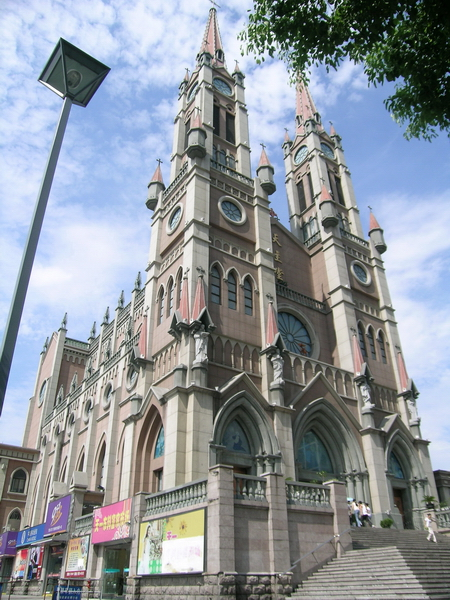
Церковь Успения Богоматери
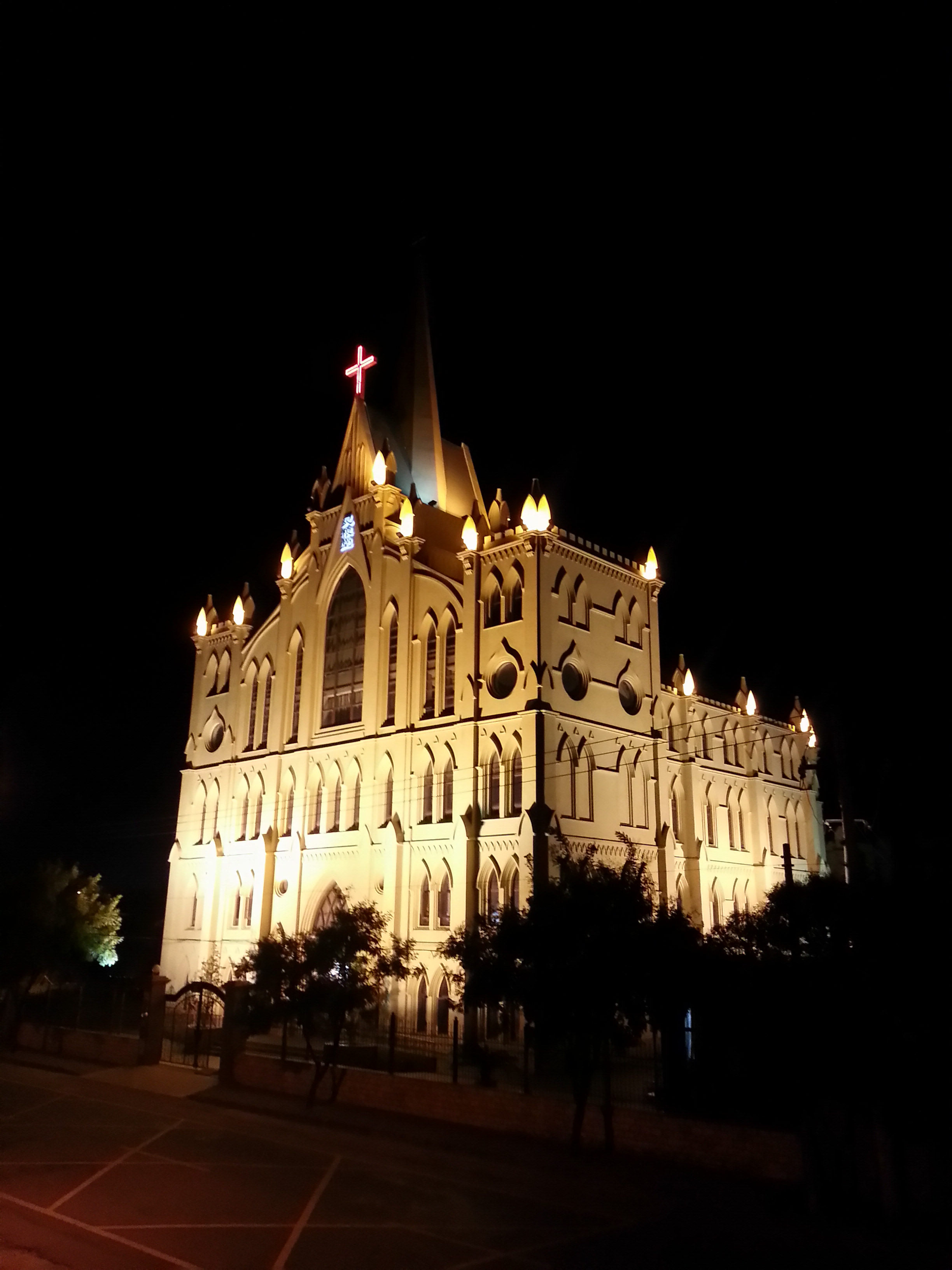
Протестантская церковь в Чжэньхае

### Диалект
Диалект Нинбо относится к группе диалектов у, наряду с диалектом Сучжоу он стал основой для современного шанхайского диалекта.

## Административное деление
Города субпровинциального значения Нинбо включает в себя 6 районов, 2 городских уезда и 2 уезда.
| Карта                                                                  | Статус   | Название | Иероглифы      | Пиньинь | Население (2012) | Площадь (км²) |
| ---------------------------------------------------------------------- | -------- | -------- | -------------- | ------- | ---------------- | ------------- |
| Иньчжоу Хайшу Цзянбэй Бэйлунь Чжэньхай Фэнхуа Сяншань Нинхай Юйяо Цыси |          |          |                |         |                  |               |
| Район                                                                  | Иньчжоу  | 鄞州区   | Yínzhōu qū     |         |                  |               |
| Район                                                                  | Хайшу    | 海曙区   | Hǎishǔ qū      |         |                  |               |
| Район                                                                  | Цзянбэй  | 江北区   | Jiangbei qū    |         |                  |               |
| Район                                                                  | Бэйлунь  | 北仑区   | Běilún qū      |         |                  |               |
| Район                                                                  | Чжэньхай | 镇海区   | Zhènhǎi qū     |         |                  |               |
| Район                                                                  | Фэнхуа   | 奉化区   | Fènghuà qū     |         |                  |               |
| Городской уезд                                                         | Юйяо     | 余姚市   | Yúyáo shì      |         |                  |               |
| Городской уезд                                                         | Цыси     | 慈溪市   | Cíxī shì       |         |                  |               |
| Уезд                                                                   | Нинхай   | 宁海县   | Nínghǎi xiàn   |         |                  |               |
| Уезд                                                                   | Сяншань  | 象山县   | Xiàngshān xiàn |         |                  |               |

## Вооружённые силы
В Нинбо расположены штаб Восточного флота и военно-морская база ВМС Китая, зона ответственности которой включает Тайвань.

## Экономика

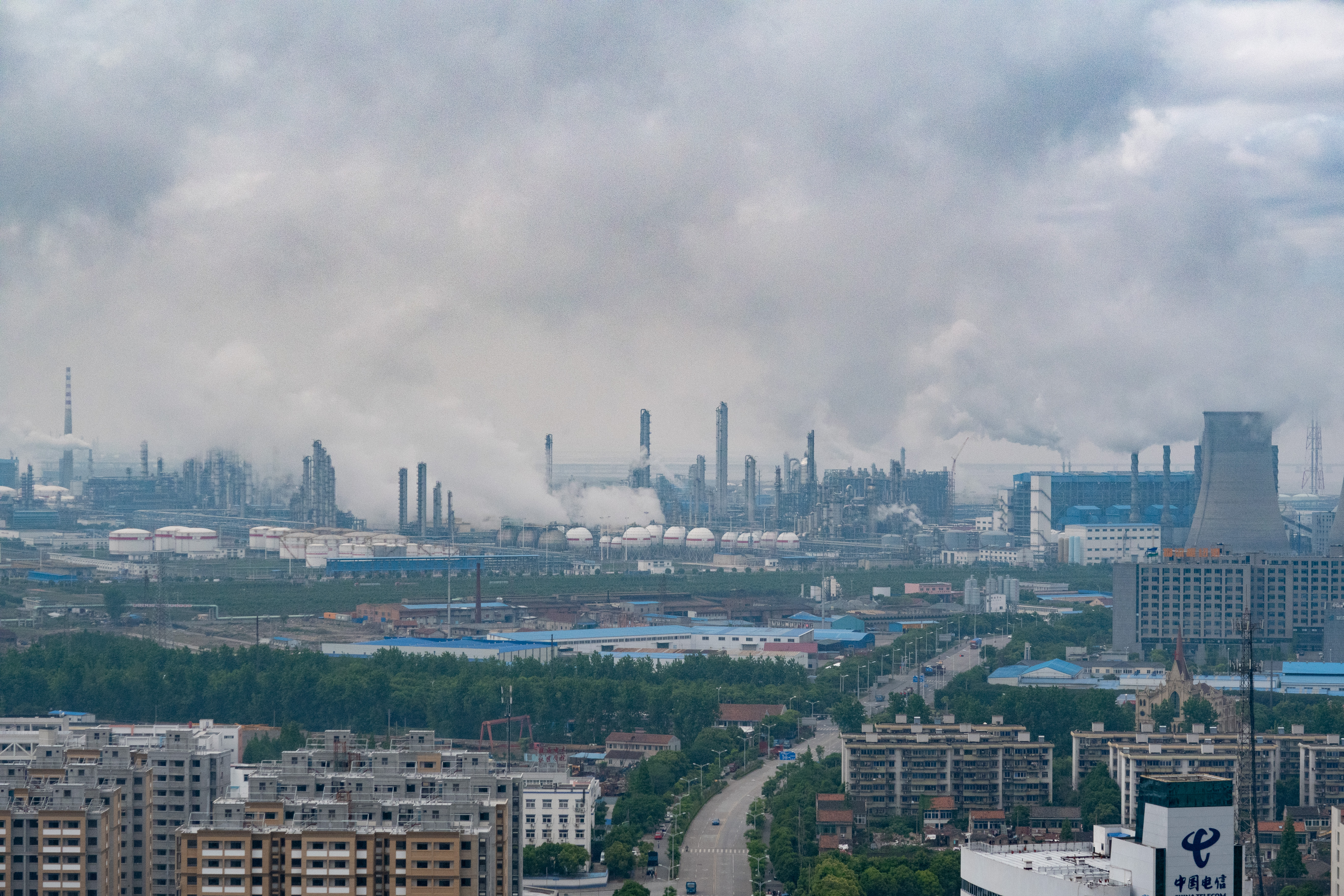
Комбинат Zhenhai Refinery and Chemical Company

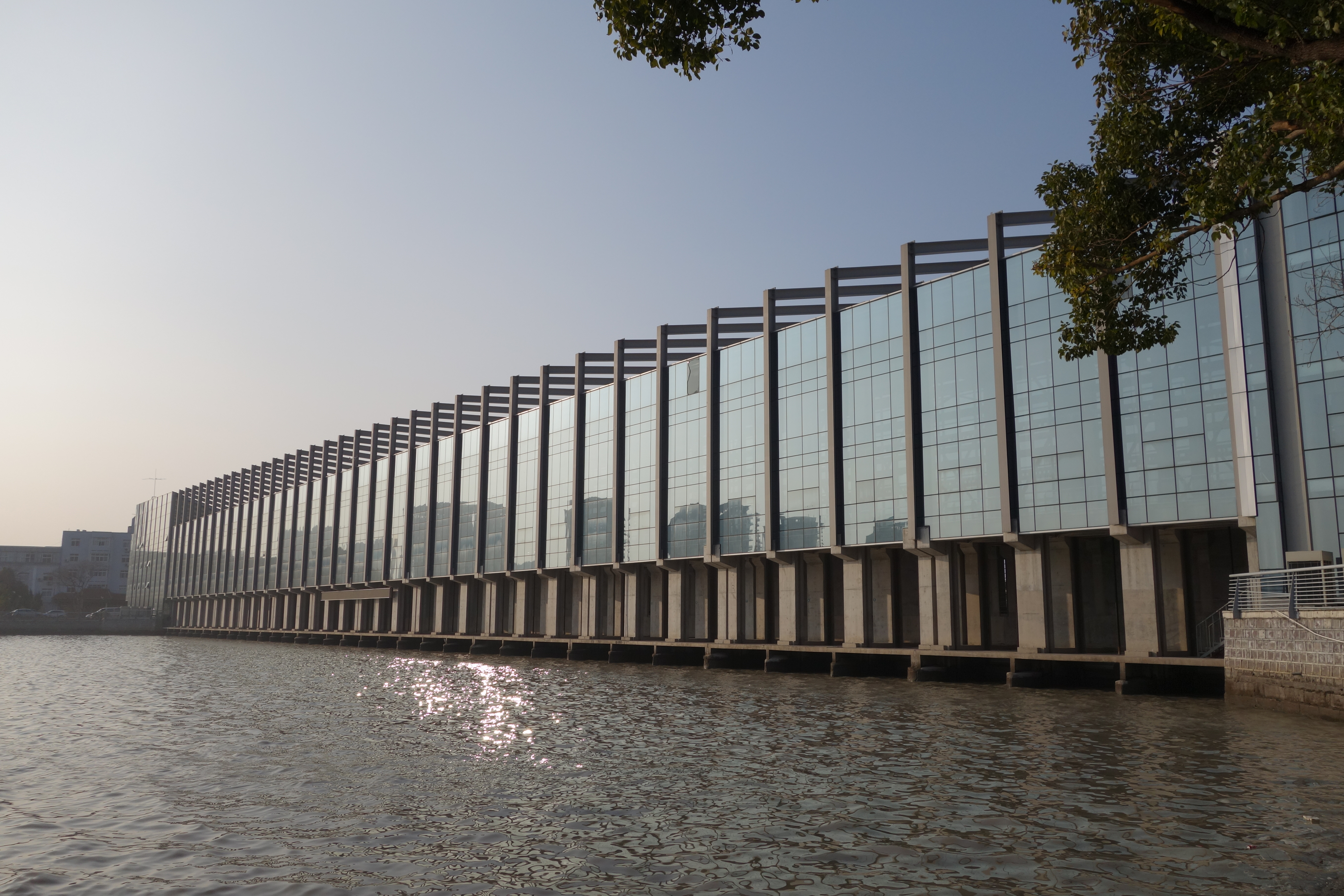
Дамба Яоцзян

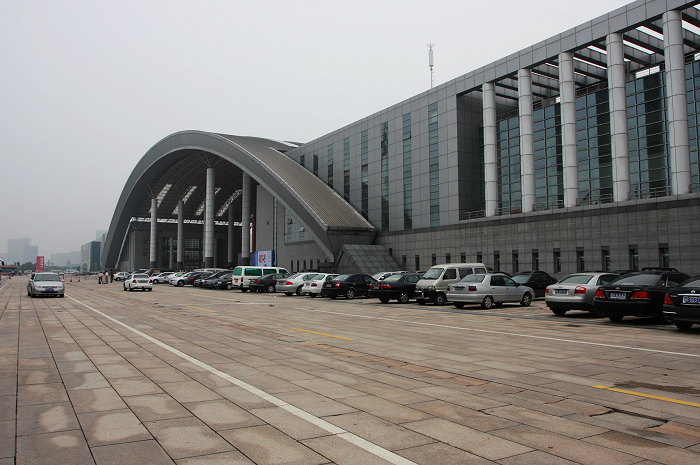
Международный центр конгрессов и выставок

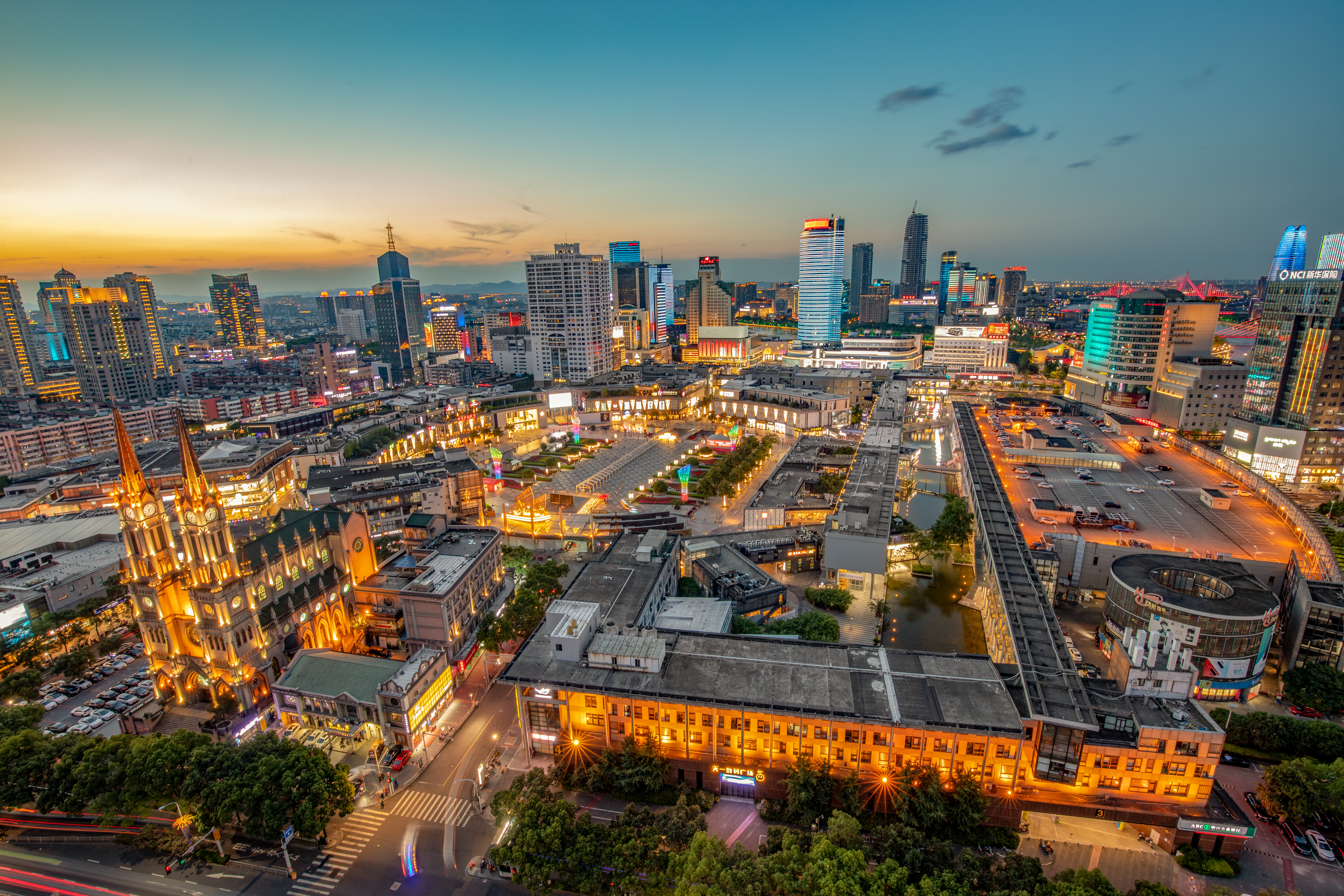
Площадь Тяньи

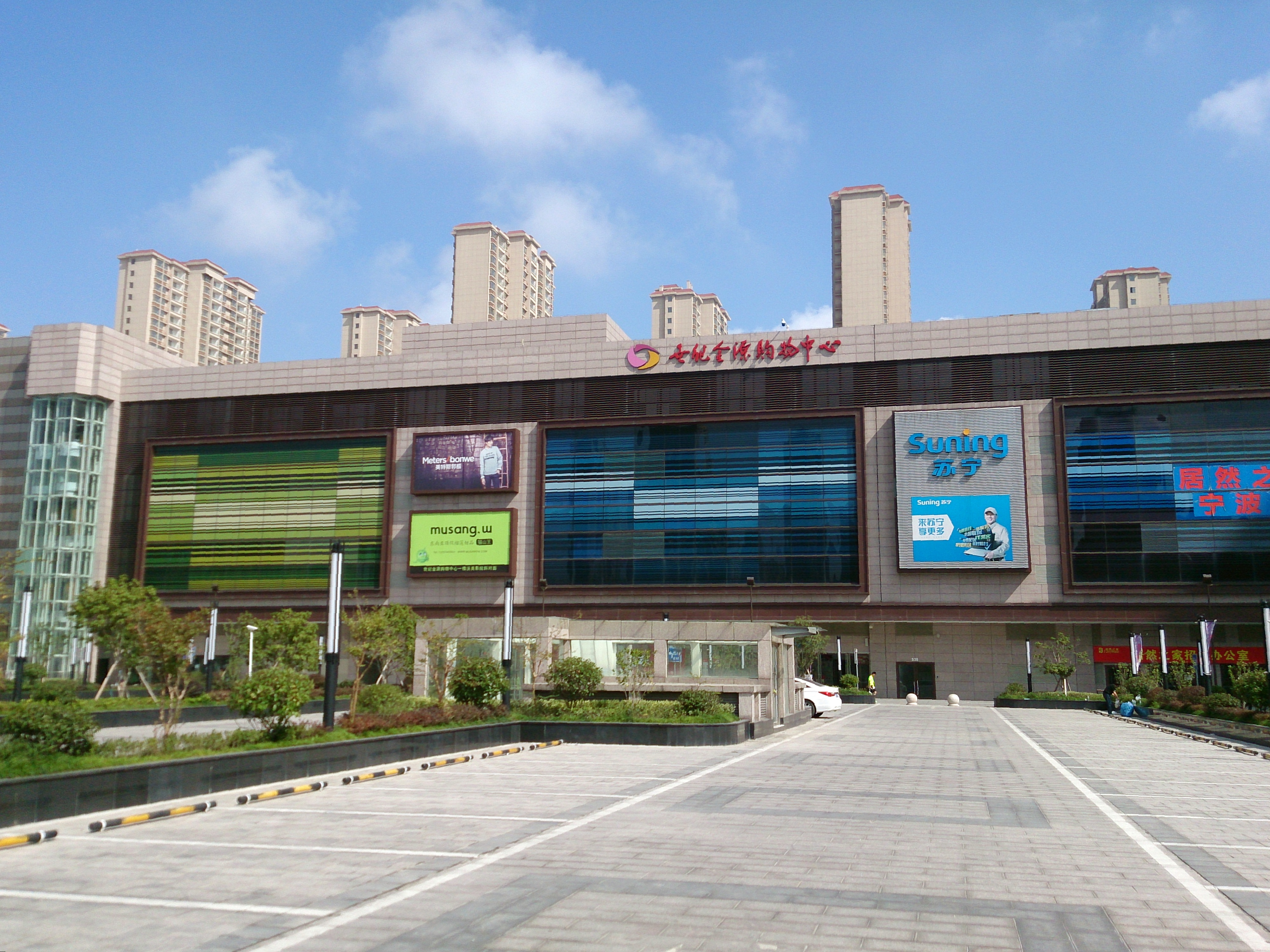
Торговый центр в Цыси

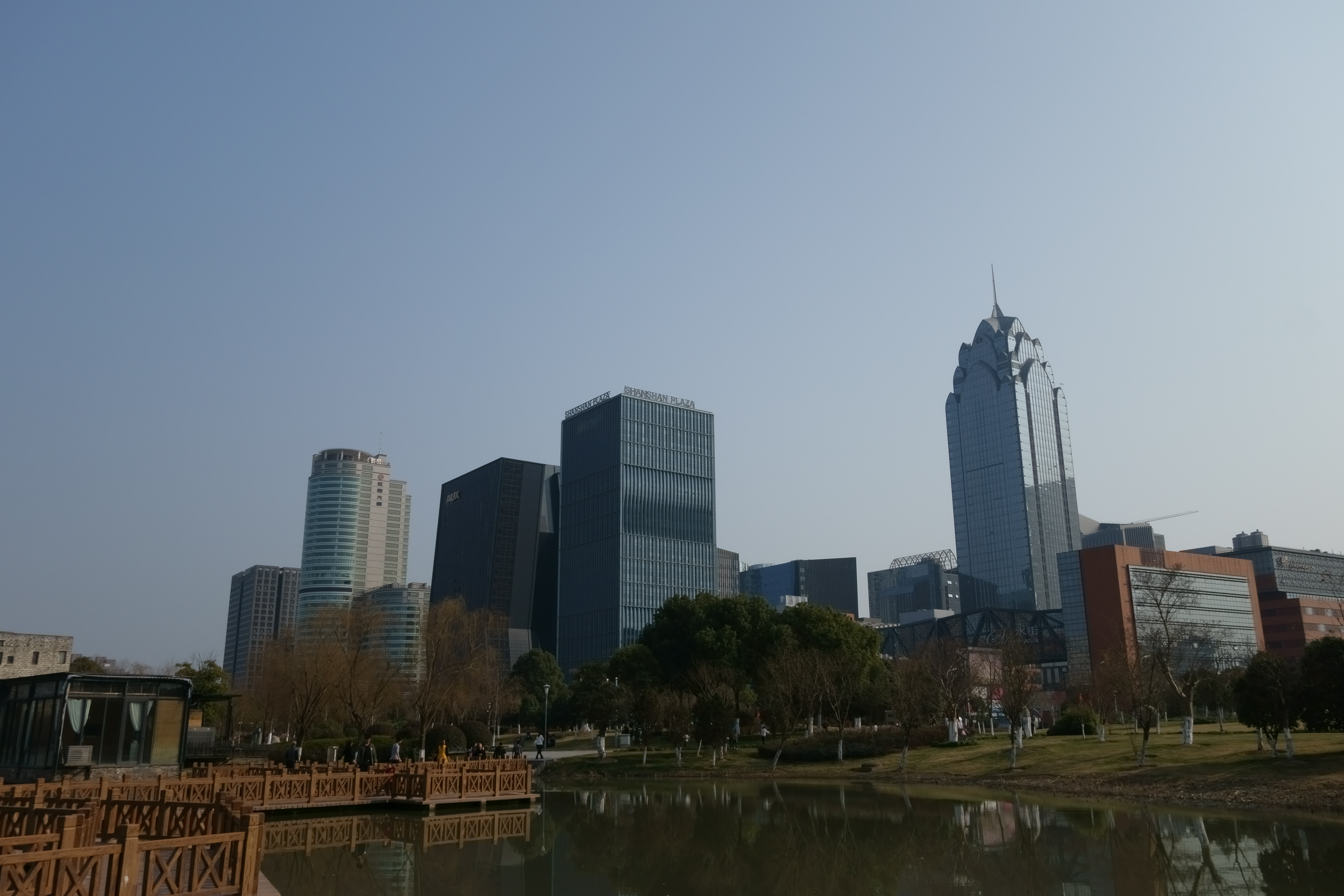
Ningbo South Business District

С началом рыночных реформ в Китае экономика Нинбо получила большой толчок и продолжает бурно развиваться. Во многом этому способствует наличие крупного порта, через который отправляется бо́льшая часть товаров, произведённых промышленностью Ханчжоу и Нинбо.
Нинбо входит в состав крупного региона — Дельта Янцзы, его экономика сильно тяготеет к крупнейшему торгово-финансовому центру Китая — Шанхаю.
В Нинбо базируется ряд крупных компаний, в том числе Bank of Ningbo (финансовые услуги), Sunny Optical Technology (производство оптических приборов), Shenzhou International, Youngor Group и Peacebird Fashion (производство одежды), Jintian Copper (цветная металлургия), Gongniu Group (производство электротехники и осветительных приборов), Ningbo Bird (производство мобильных телефонов), Deli (производство канцелярских товаров).
В 2018 году Нинбо вошёл в Клуб городов-триллионников. По состоянию на конец 2019 года Нинбо вошёл в первую десятку городов Китая с самой благоприятной для ведения бизнеса средой.

### Промышленность
Среди основных отраслей промышленности — производство оптики, бытовой электроники и электротехники, автомобилей и комплектующих, а также одежды, текстильных изделий, химических и нефтехимических продуктов, пластмассового литья, фармацевтических и биотехнологических изделий, продуктов питания, промышленного оборудования, канцтоваров и стройматериалов.
В районе Бэйлунь расположены автосборочный завод Geely Automobile и крупная угольная ТЭС компании China Energy Investment Corporation. Также в Нинбо базируются завод электромобилей Zeekr, завод стальных листов Baoxin Stainless Steel (подразделение корпорации China Baowu Steel Group), завод термопластавтоматов Shuangma Machinery Industry, заводы автомобильных комплектующих Shuanglin Group и Joyson Electronics, завод пылесосов Dahua Electric Appliance, завод утюгов Shuaiwei Electric Appliance, завод электротехники Kepo Electronics, завод кондиционеров AUX Group, завод компьютерной периферии Gigabyte Technology и завод железнодорожной техники CRRC Group.
Нинбо является крупным центром химической промышленности, которая сконцентрирована преимущественно в районе Ningbo Petrochemical Economical and Technological Development Zone (Чжэньхай). В Нинбо базируются нефтехимический комбинат Zhenhai Refinery and Chemical Company (подразделение группы Sinopec), химические заводы Hengyi Petrochemical, Rongsheng Petrochemical и Wanhua Chemical Group, завод по производству пластмасс LG-Yongxing, а также предприятия международных корпораций ExxonMobil, DuPont, Dow Chemical и Lanxess. В Нинбо строится химический завод, принадлежащий совместному предприятию корпораций LyondellBasell и Sinopec.
Район Чжоусян городского уезда Цыси занимает первое место в Китае по производству мелких бытовых приборов и является крупнейшим производителем электроутюгов и фенов в мире. Годовой объём производства электроутюгов в Чжоусяне составляет около 30 млн штук (около 50 % мирового рынка), а годовой объём производства фенов превышает 25 млн штук (30 % мирового рынка). В районе базируется более 300 предприятий по производству бытовых приборов и более 1 тыс. производителей комплектующих. Основу производственной базы составляют предприятия таких гигантов бытовой техники, как Yueli и Сuori.

### Строительство и недвижимость
В городской зоне Нинбо ведётся активное строительство современных офисных зданий, гостиниц и торговых центров. Самыми высокими зданиями города являются Global Shipping Plaza (257 м), New World Plaza (250 м), Bank of China Tower (246 м), Green Center (240 м) и Ningbo International Trade Center (228 м).

### Розничная торговля
Главный торговый район Нинбо расположен вокруг центральной площади Тяньи (универмаги, супермаркеты, магазины и рестораны). Другим популярным торговым районом является пешеходная улица Чжунма в квартале Лаовайтань (Цзянбэй). Во всех районах и уездах города имеются торговые центры, продуктовые рынки и сетевые супермаркеты.

### Зонирование
В Нинбо находится местный участок пилотной зоны свободной торговли площадью 46 км², который специализируется на распределении нефтегазовых ресурсов и новых материалов. Кроме того, в городе расположено несколько зон развития и промышленных парков:
- Ningbo Economic & Technological Development Zone
- Ningbo Petrochemical Economical and Technological Development Zone
- Ningbo National Hi-Tech Industrial Development Zone
- Ningbo Daxie Development Zone
- Ningbo Free Trade Zone
- Ningbo Southern Business District
- Ningbo Advertising Park
- Hangzhou Bay New Zone (Cixi Export Processing Zone)
- Jiangbei Industrial Zone
- Nordic Industrial Park

### Сельское хозяйство
В сельской местности Нинбо выращивают рис, овощи, восковицу, мандарины, персики, чай, бамбук, домашнюю птицу, свиней, тутового шелкопряда и медоносных пчёл; в прибрежных деревнях ловят рыбу и выращивают морепродукты.

## Туризм

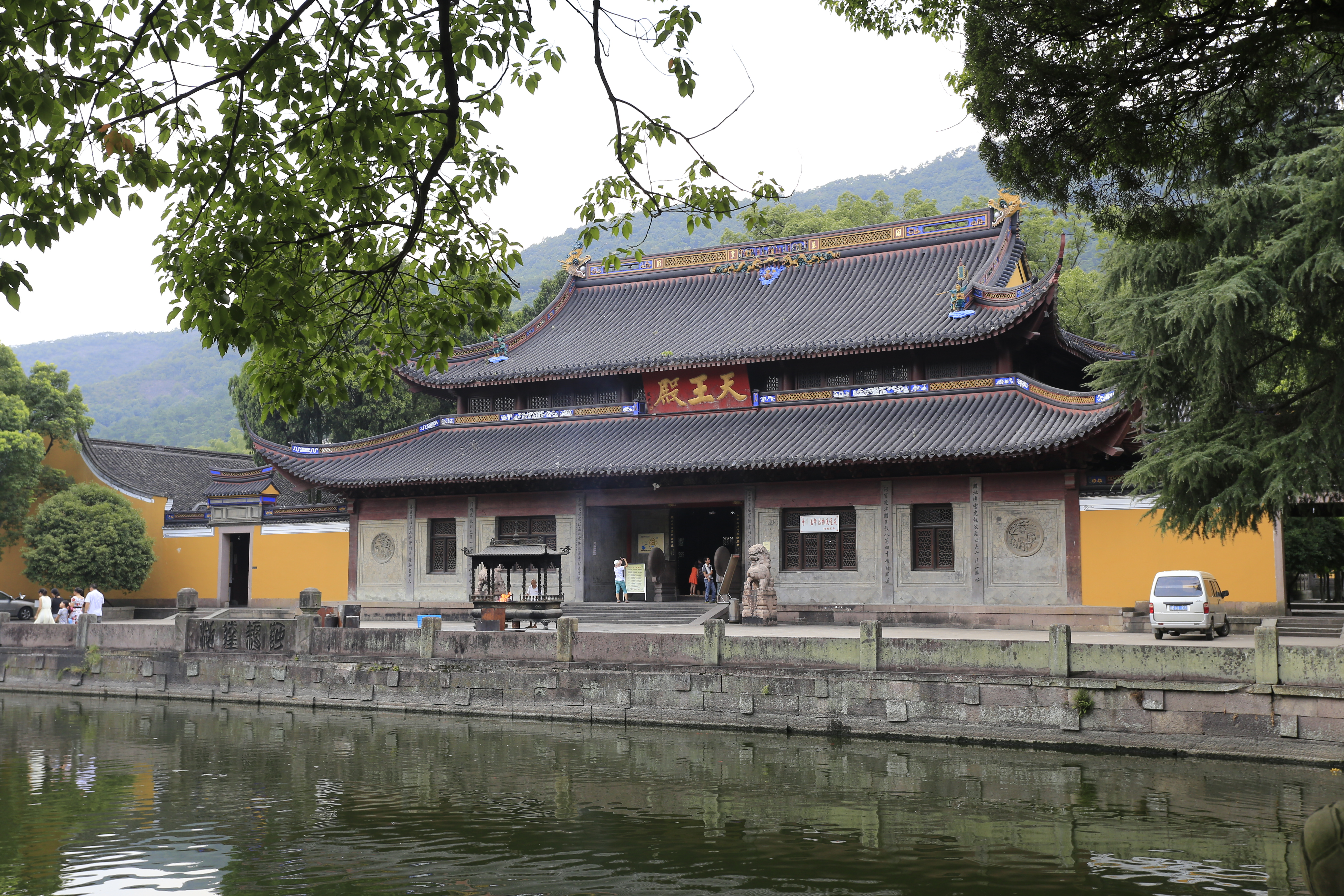
Монастырь Ашоки

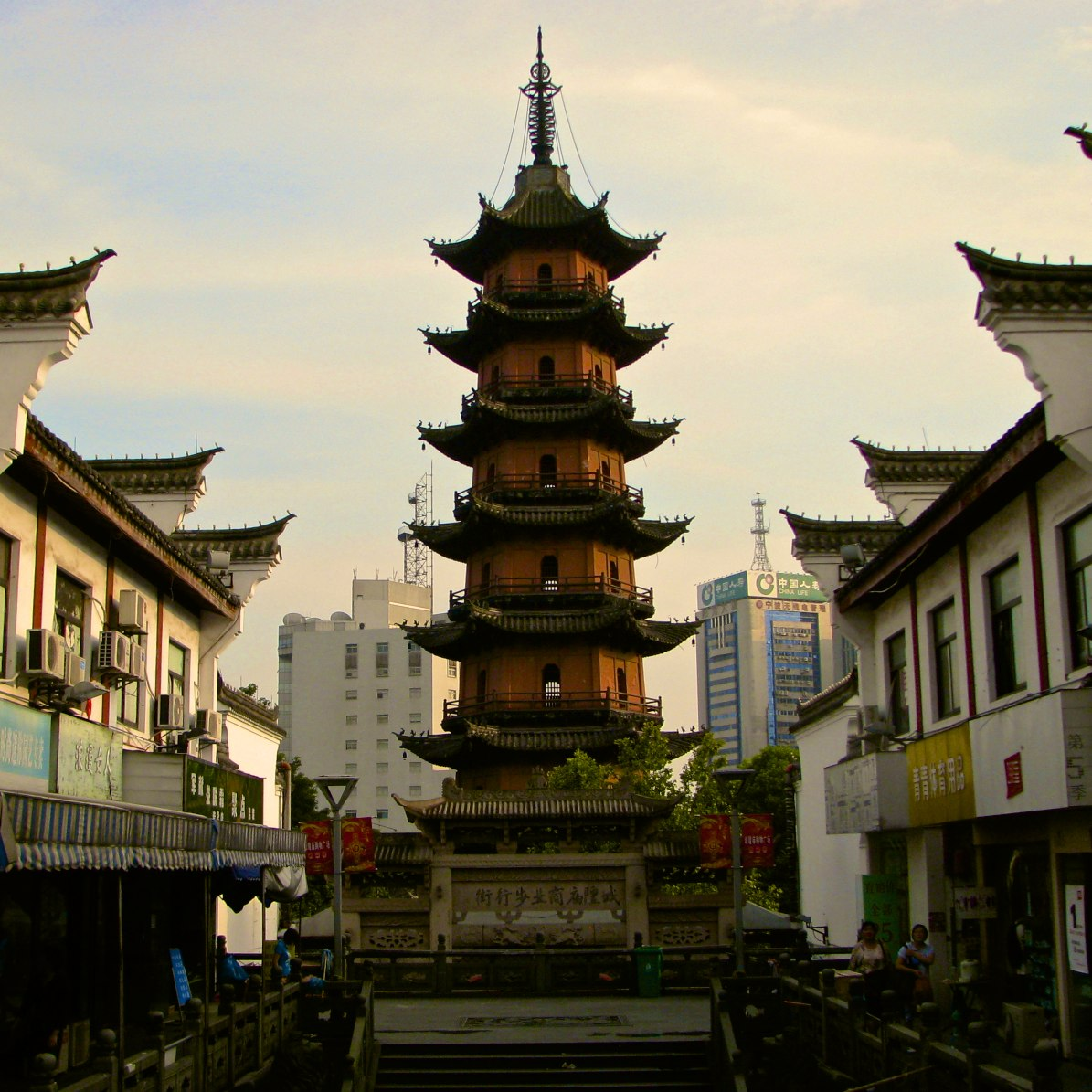
Пагода Тяньфэн

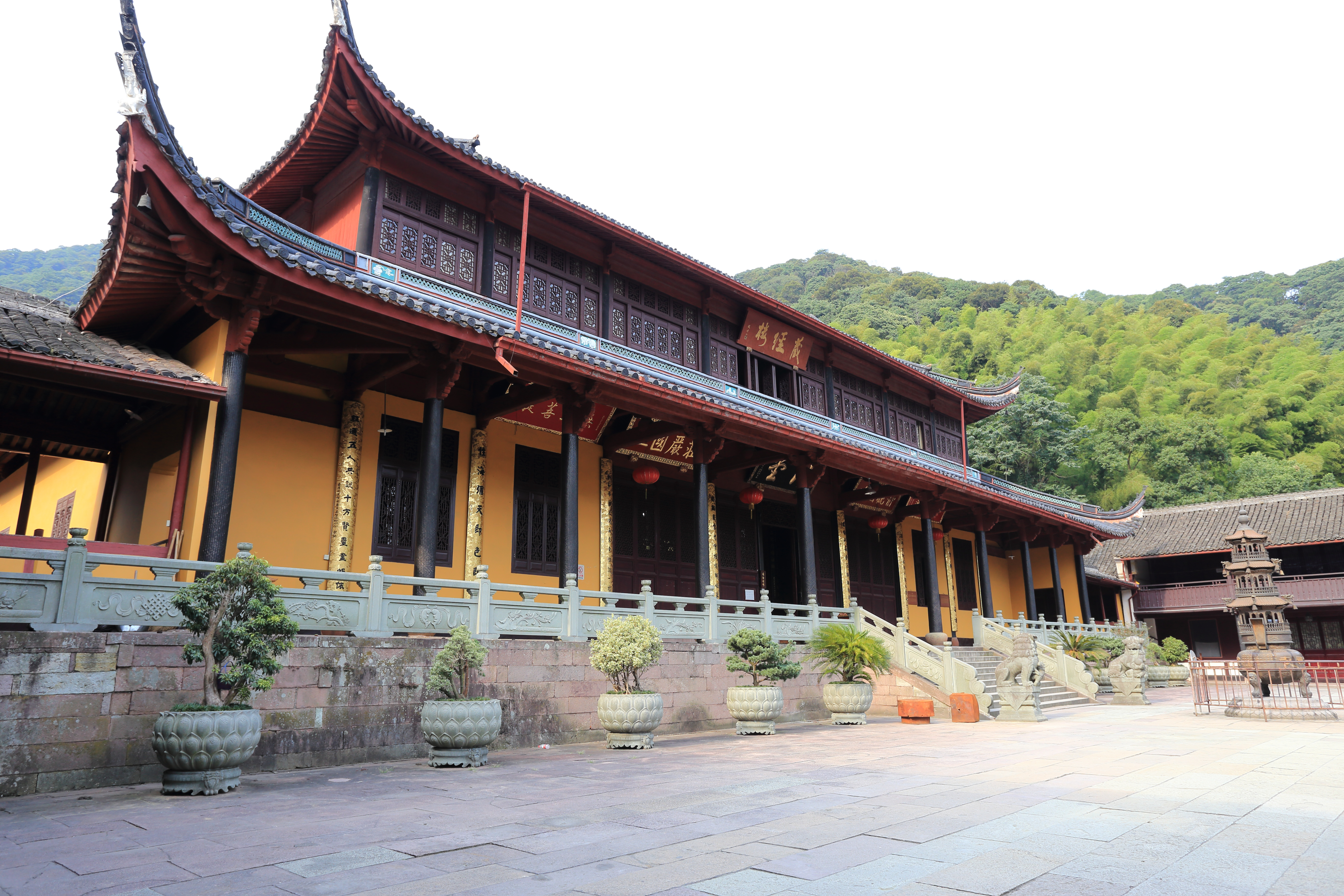
Храм Тяньтун

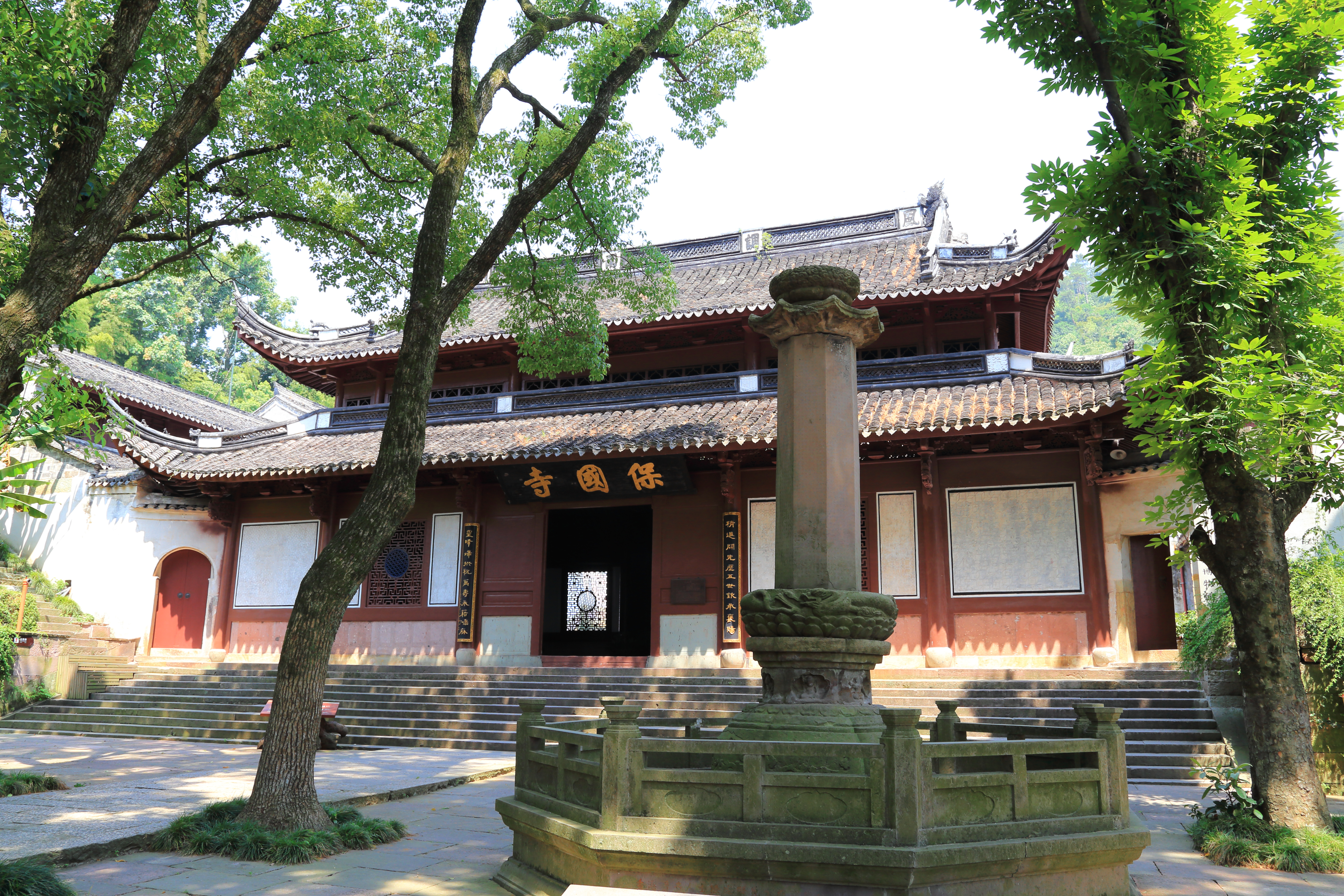
Храм Баого

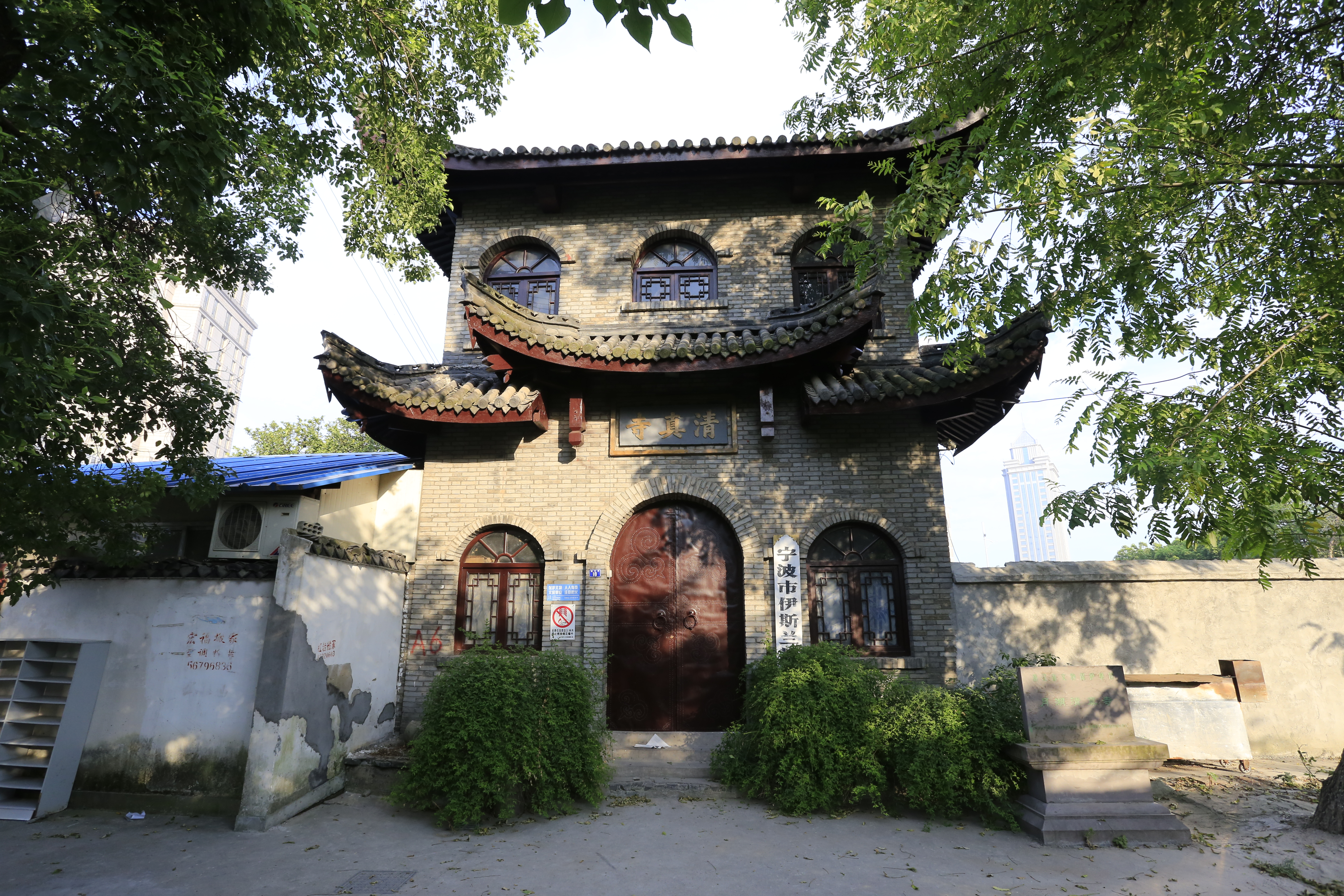
Мечеть Юэху

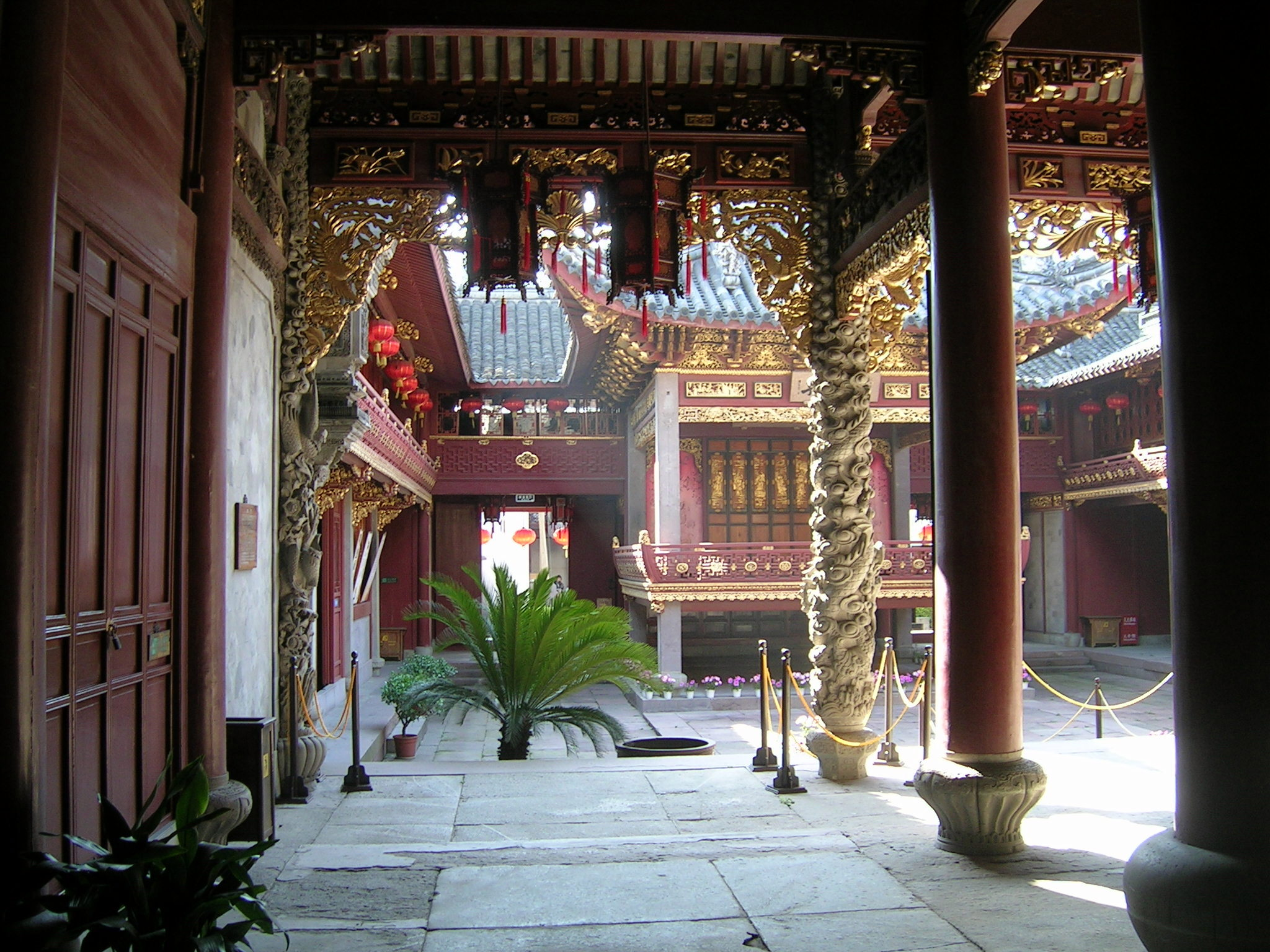
Зал гильдии Цинъань

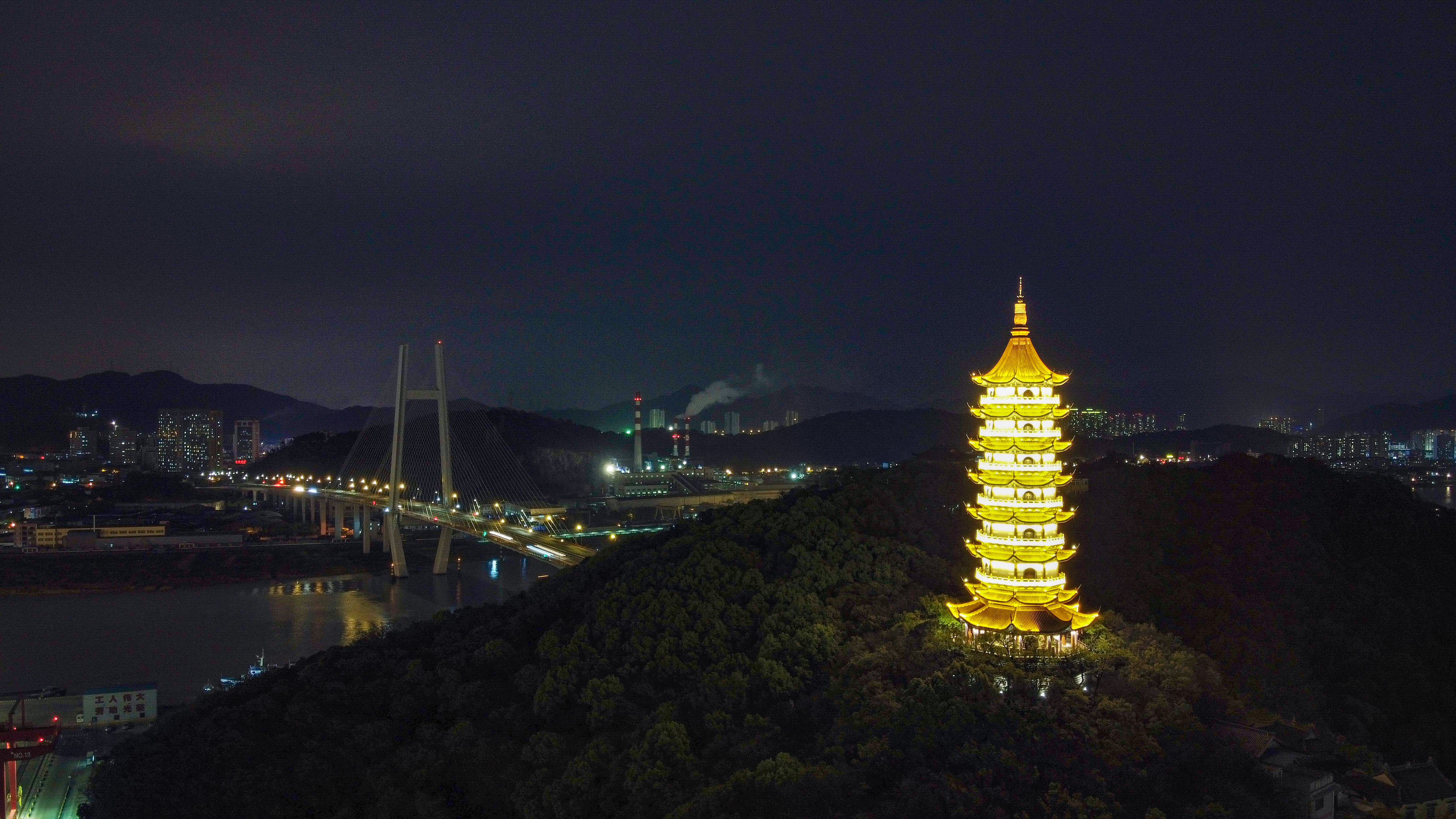
Пагода на холме Чжаобао

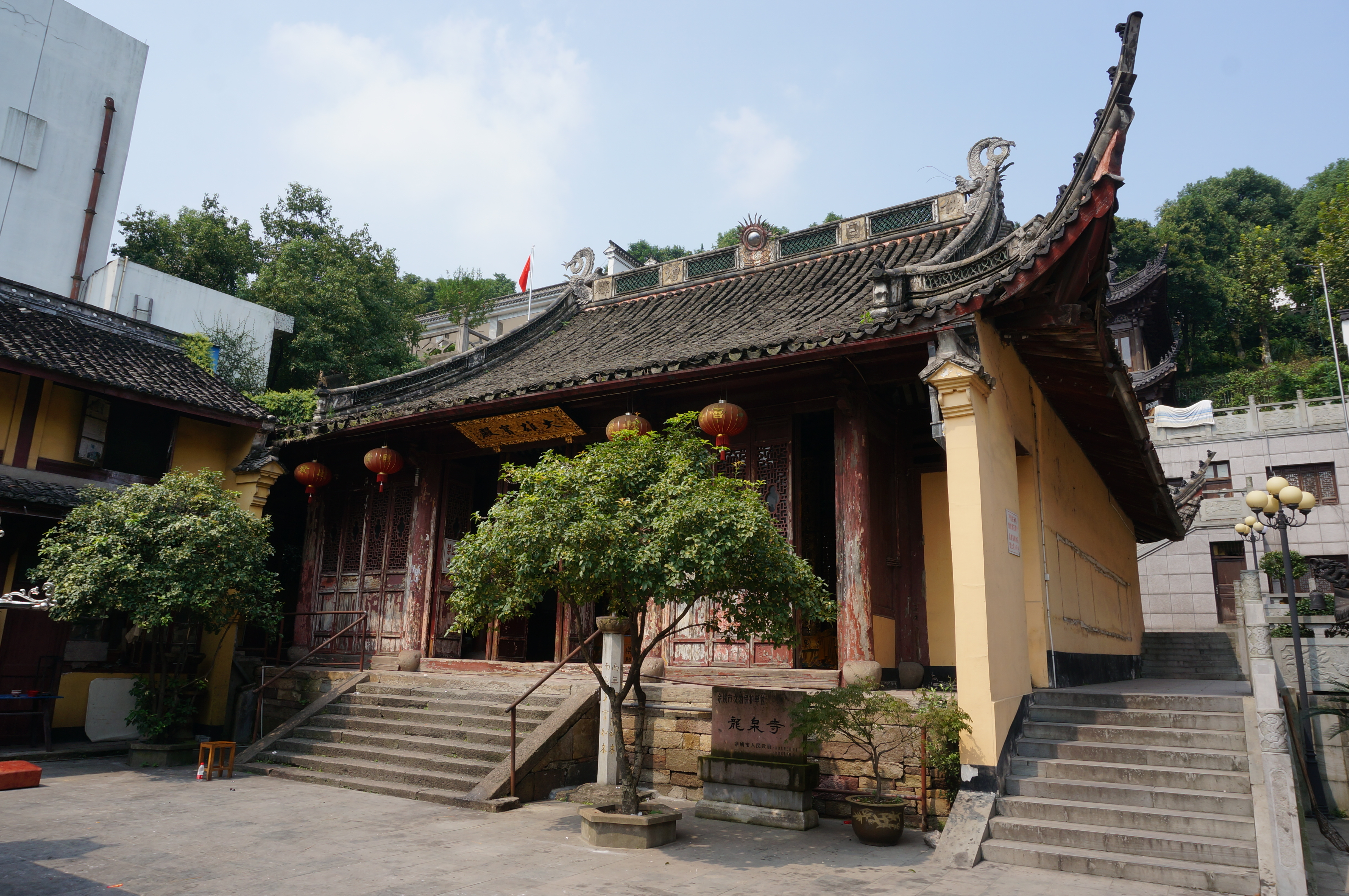
Храм Лунцюань

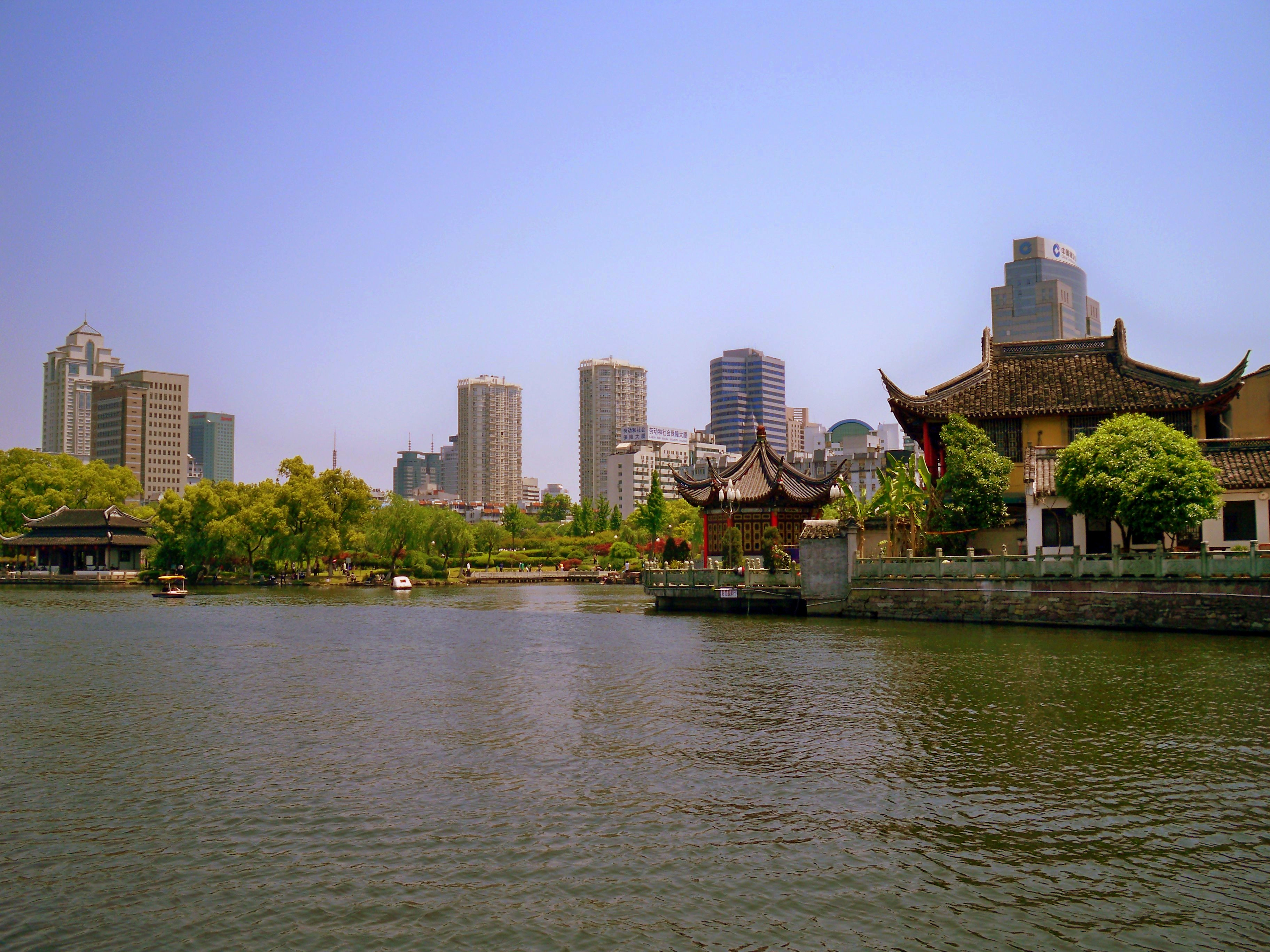
Лунное озеро

Ежегодно в Нинбо приезжают миллионы туристов из-за рубежа и других регионов Китая. Их привлекают исторические, культурные и религиозные памятники, разнообразные музеи, различные выставки и конференции, а также местные пляжи и кухня.
В Нинбо представлены гостиницы всех ведущих международных гостиничных сетей, в том числе Shangri-La, Park Hyatt, Hyatt Regency, Marriott, The Westin, Sheraton, Hilton, DoubleTree by Hilton, InterContinental, Crowne Plaza, Langham Place, Cordis, Sofitel, Radisson, Pan Pacific, Wyndham, Howard Johnson, Citic International, Novotel, Hilton Garden Inn, Holiday Inn и Vienna International.
В городе расположен огромный комплекс Международного центра конгрессов и выставок.

### Достопримечательности
- Монастырь Ашоки, также известный как храм короля Ашоки, был основан в 282 году, в эпоху Западная Цзинь. В течение веков комплекс неоднократно перестраивался и реконструировался. Он является местом паломничества к важной реликвии — теменной кости Будды Шакьямуни.
- Буддийский храм Тяньтун, расположенный на горе Тайбай в районе Иньчжоу, является одним из пяти самых значительных храмов чань-буддизма и колыбелью японской школы Сото-сю. Храм был основан в 300 году, в правление императора Хуэй-ди, после чего неоднократно восстанавливался и перестраивался. В годы Культурной революции Тяньтун был разграблен, в 1979 году здания были отремонтированы. В состав комплекса входят десятки павильонов, залов и башен, а также библиотека и пагода.
- Буддийский храм Лунцюань, расположенный на горе Лунцюань в уезде Юйяо, был основан в 336 году, в эпоху Восточная Цзинь. При танском императоре У-цзуне храм был разрушен, однако в 851 году его восстановили. В 1129 году, во время вторжения чжурчжэней, Лунцюань сгорел, но вскоре был отстроен по велению императора Гао-цзуна. В 1276 году храм вновь был уничтожен пожаром; в эпоху Мин Ван Янмин читал в храме лекции. В 1841 году в ходе Первой опиумной войны храм в очередной раз сгорел, и был восстановлен благодаря усилиям бхикшуни. В годы Культурной революции храм был разграблен, в 1990 году открылся для публики.
- Буддийский храм Баого — одна из старейших сохранившихся деревянных построек на Юге Китая. Изначально храм назывался Линшань, а в 880 году он был переименован в Баого. Главный зал храма был перестроен в 1013 году в эпоху Северной Сун. В храме сохранились колонны эпохи империи Тан, зал эпохи империи Мин, два зала и башня эпохи империи Цин, оригинальные скульптуры и мебель.
- Дзэн-буддийский храм Цита, также известный как храм Семи пагод, был основан в 858 году, в эпоху династии Тан. Храм неоднократно разрушался, восстанавливался и перестраивался. В период империи Цин он служил центром чань-буддийской школы Линьцзи, во времена Культурной революции был почти полностью разрушен, восстановлен усилиями местных властей в 1980 году.
- Плотина Ташань, расположенная в районе Хайшу, является одним из старейших ирригационных сооружений Китая. Она была построена в 833 году, в эпоху танского императора Вэнь-цзуна. Изначально плотина защищала от приливной морской воды берега реки Фэнхуа и сохраняла воду в периоды сильной засухи, а позже стала частью крупномасштабной водной системы, которая обслуживала Нинбо.
- Павильон Тяньи — древнейшая из сохранившихся до наших дней частных библиотек Китая. Основана в 1516 году минским чиновником Фань Цинем, собиравшим древние конфуцианские рукописи и императорские списки. Вокруг библиотеки разбит сад со множеством павильонов, залов, храмов, скульптур и беседок. Сегодня комплекс павильона Тяньи является музеем провинциального значения.
- Мечеть Юэху, построенная в правление императора Канси в 1699 году.
- Зал гильдии Цинъань (также известный как храм Тяньхоу или храм Мацзу) был основан в 1191 году, после чего несколько раз перестраивался. С XIX века служил местом собраний фуцзяньских купцов, торговавших в Нинбо. Сэмюэл Уэллс Уильямс называл его самым красивым местом города. Во время Гражданской войны (1949) и Культурной революции комплекс был разрушен, после восстановления (1997—2001) зал стал частью Музея морского дела и народных обычаев Восточного Чжэцзяна.
- Деревня Хэмуду — место раскопок поселения неолитической культуры Хэмуду. В местном музее представлены остатки свайных жилищ и чёрная керамика.
- В центральном районе Хайшу расположена площадь Тяньи — крупнейшая площадь Нинбо. Она была закончена в 2002 году и украшена музыкальными фонтанами, бассейнами и скульптурами. Вокруг площади находятся готическая церковь, супермаркеты, универмаги, отели, офисы и рестораны.
- Вокруг озера Дунцянь расположена главная зона отдыха горожан — пляжи, лодочные станции, зоны для пикников, парк каменных скульптур, сады, буддийские храмы и святилища, отели, большой аквапарк, гольф-клуб, многочисленные кафе и рестораны[15].
- Искусственное Лунное озеро (или Западное озеро) в районе Хайшу также является популярной зоной отдыха горожан и туристов. Здесь расположены Озёрный храм эпохи Северная Сун, святилище поэта Хэ Чжичжана эпохи Южная Сун, буддийский храм эпохи Юань (восстановлен в 1989 году), храм Гуанди эпохи Мин, каменный арочный мост и павильон эпохи Цин, старинные дома-музеи и библиотека, дом приёмов посольства империи Корё, а также кафе, рестораны и лодочные станции.
- Живописный холм Чжаобао находится на берегу реки в районе Чжэньхай. Здесь расположены остатки городских стен эпохи династии Тан и династии Мин, в том числе укрепления форта Вэйюань, древние буддийские тексты, высеченные на камнях, храмы Тяньхоу и Гуаньинь, семиярусная пагода Аочжу, стелы эпохи Мин и Цин. Для туристов на холме оборудованы пешеходные дорожки и смотровые площадки. У подножия холма находится Музей береговой обороны морского порта Чжэньхай.
- В уезде Сяншань расположена большая кино-телестудия Xiangshan Global Studios. В киногородке имеются многочисленные павильоны и зоны для натурных съёмок, повторяющие различные исторические периоды Китая. Здесь снимались известные телесериалы и художественные фильмы, в том числе «Список Ланъя», «Жертвоприношение», «Последний ужин» и «Воздушный удар».
- В районе Цзянбэй расположен старинный городок Цичэн, популярный среди туристов. Здесь можно осмотреть городские стены VIII века, старинные кварталы и конфуцианский храм, а также посетить культурный парк, где представлены традиционные ремёсла Нинбо.
- Вдоль набережной района Цзянбэй расположен старинный торговый квартал Старый Бунд (позже по аналогии с ним был построен шанхайский Бунд). После Нанкинского договора здесь находились причалы «договорного порта» Нинбо и дома богатейших купцов города, сделавших состояния на внешней торговле с Кореей, Японией и Сингапуром. Сегодня в квартале можно осмотреть Собор Богоматери Семи печалей, старинные здания таможни, почты, полицейского участка, купеческих гильдий и Британского консульства, а также Музей искусств Нинбо и выставочный центр городского планирования Нинбо.
- Кафедральный собор Успения Богоматери служит центром католической епархии Нинбо. Храм был основан в 1853 году, перестроен в 1865 году и отреставрирован в 2000 году.

### Парки
В Нинбо имеется несколько десятков парков, популярных среди горожан и туристов:
- Парк Юэху
- Парк Цзянся
- Парк Шаньшань
- Центральный парк
- Парк Цзянбэй
- Парк Иньчжоу
- Парк Фуминь
- Зоопарк Нинбо

Также в Нинбо находится несколько парков развлечений, в том числе Mount Phoenix Theme Park и Romon U-Park.

## Транспорт

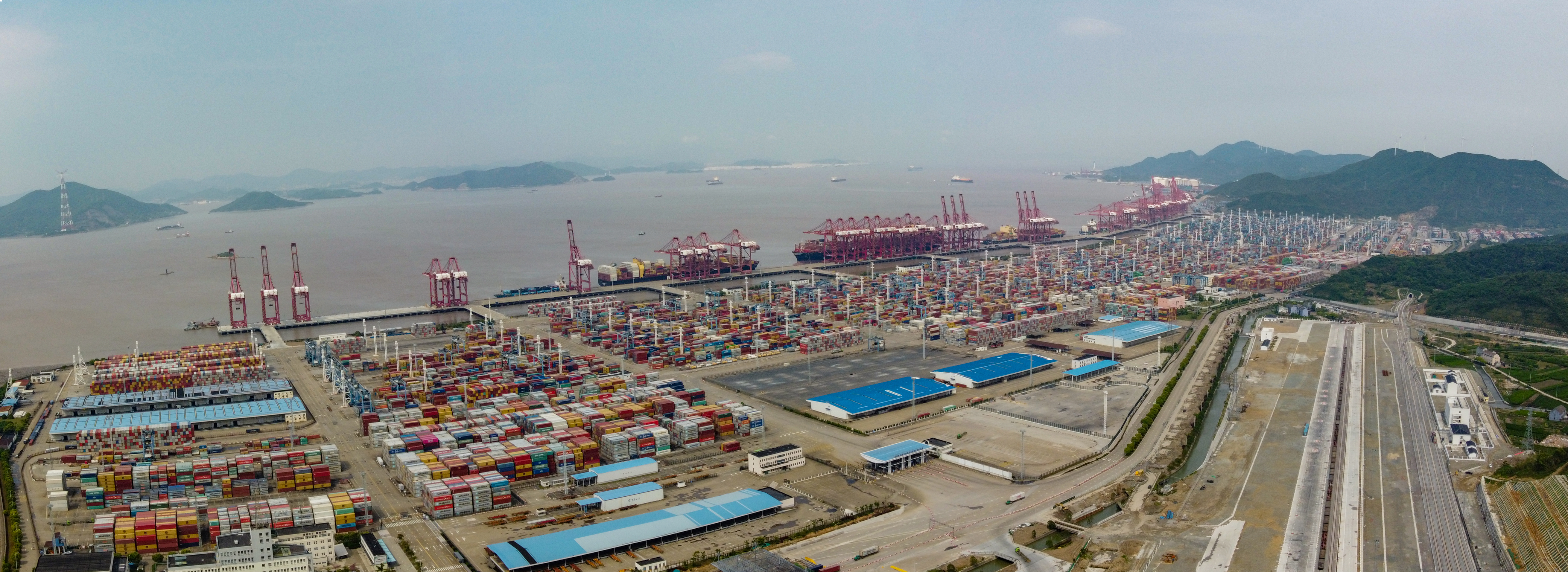
Контейнерный терминал в Бэйлуне

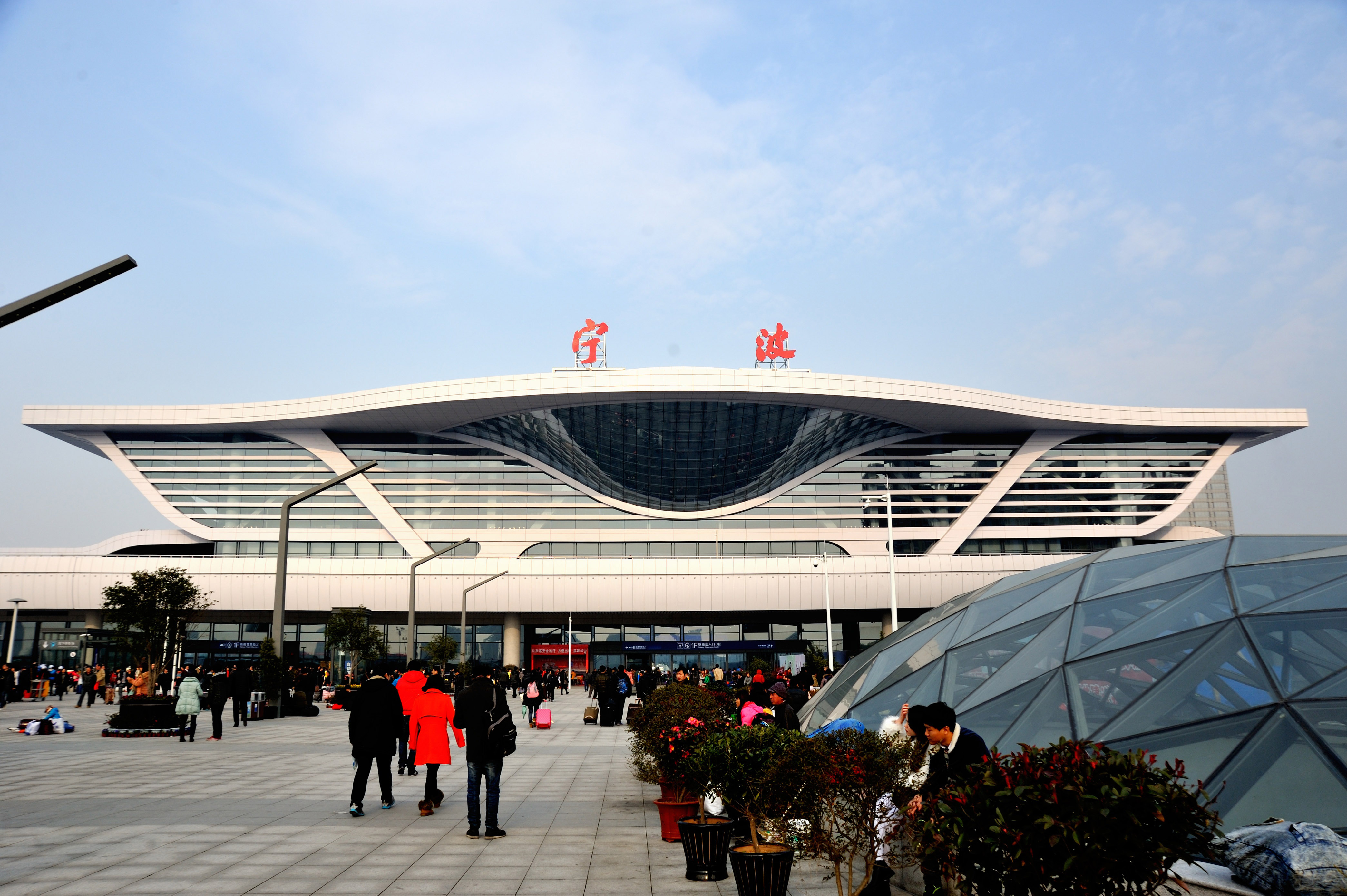
Главный железнодорожный вокзал

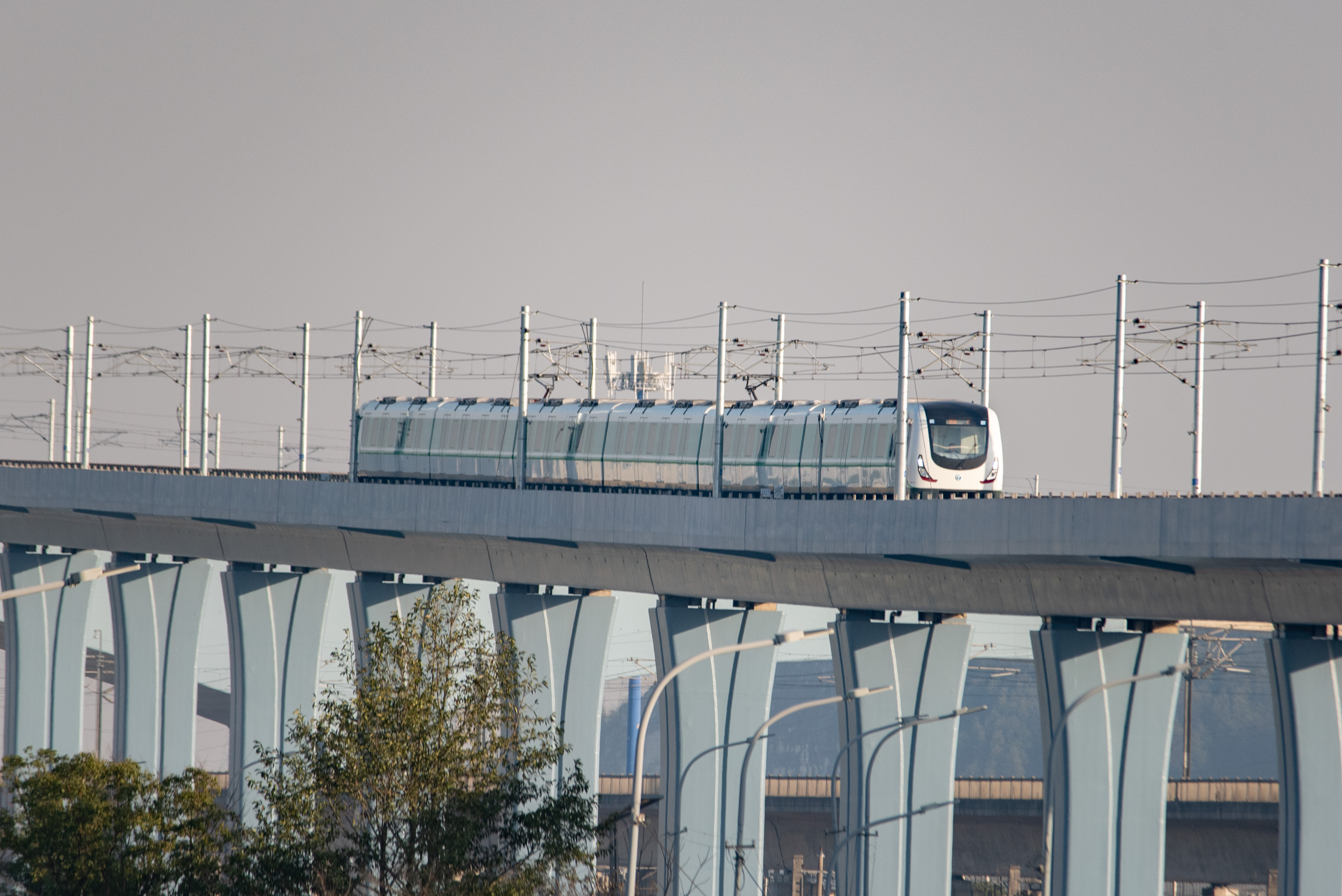
Виадук метрополитена

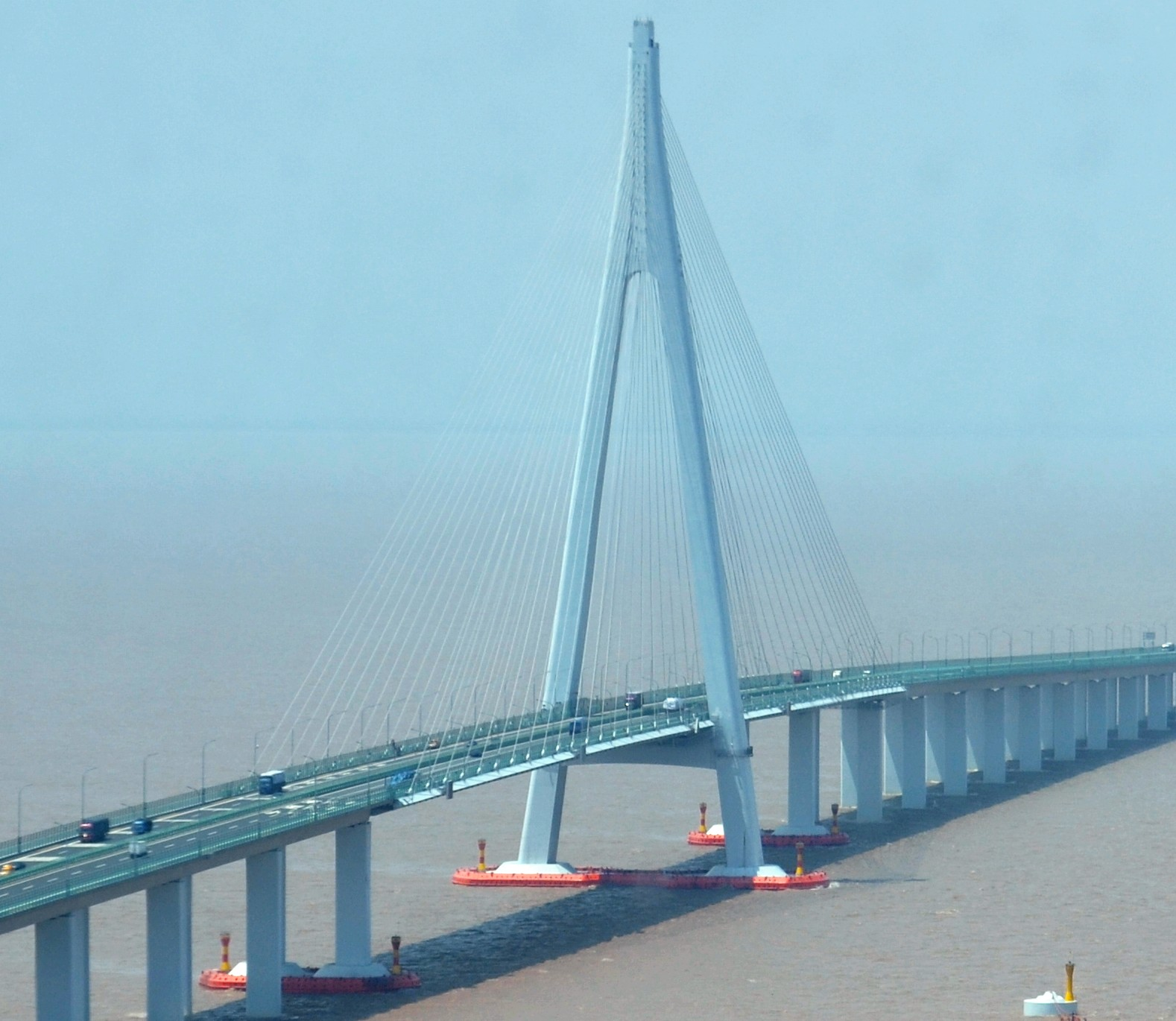
Мост через залив Ханчжоувань

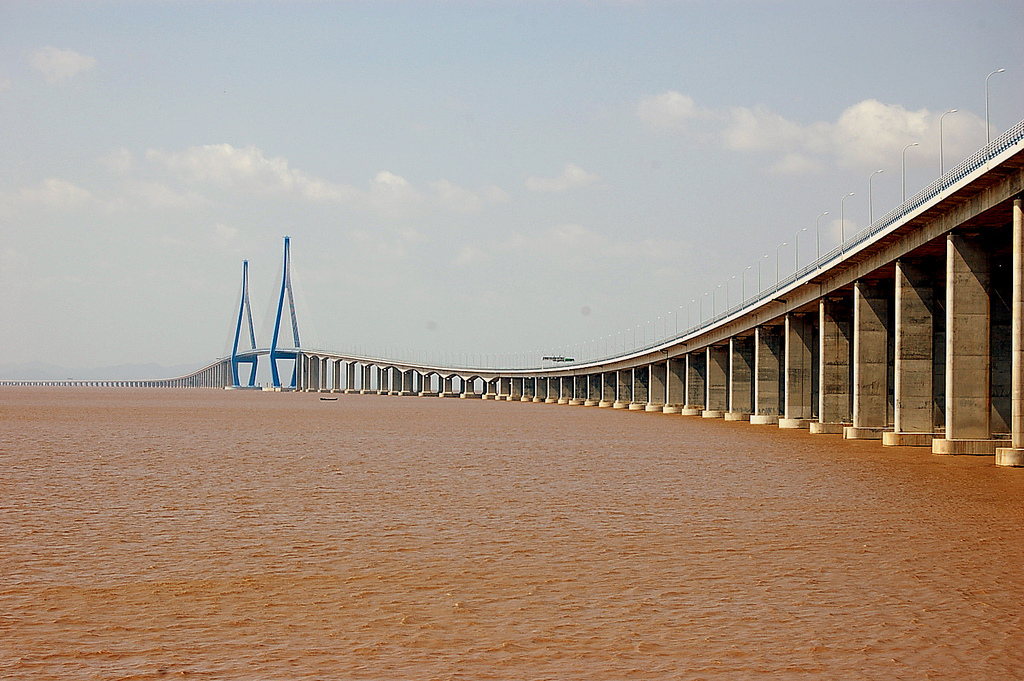
Мост Цзиньтан

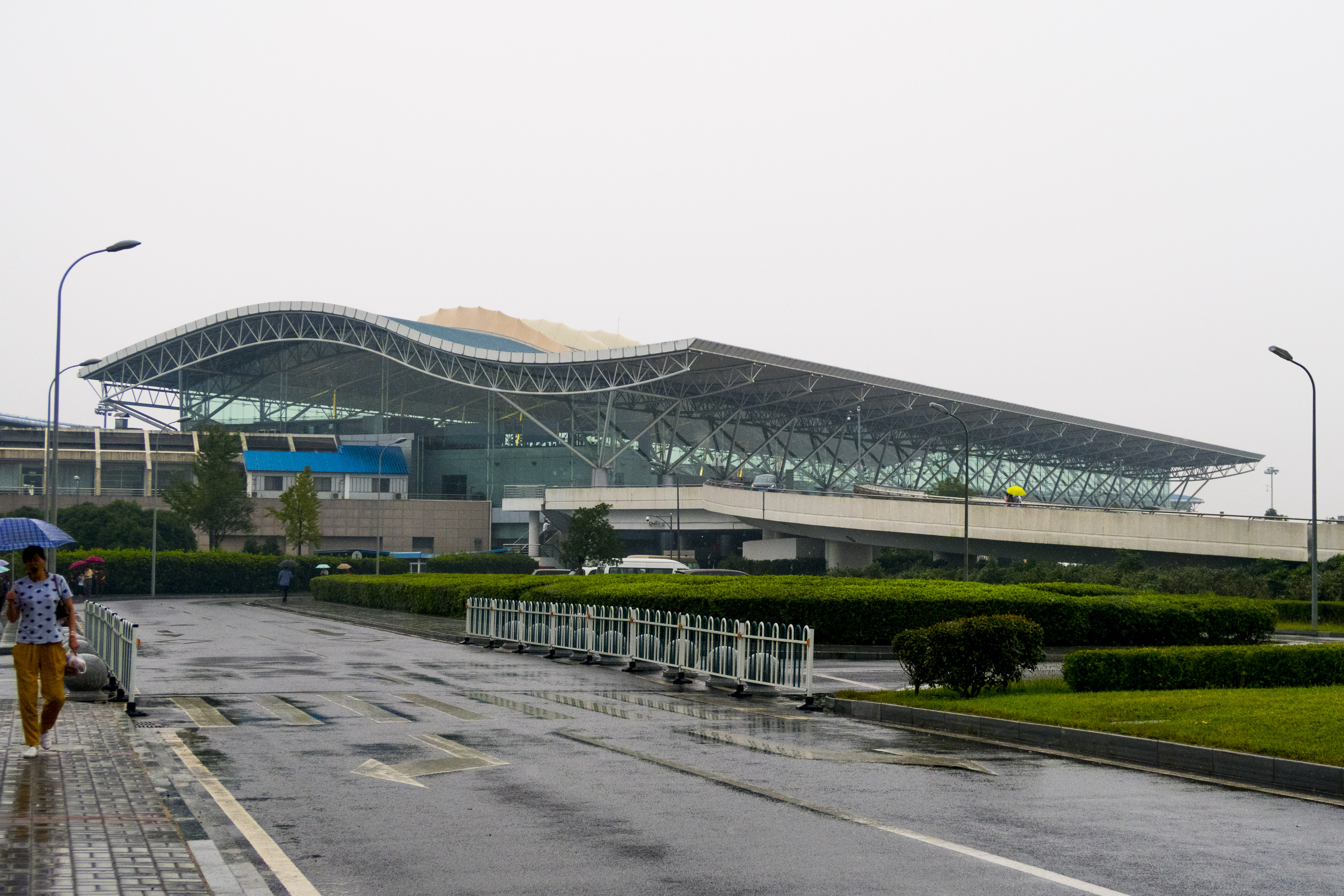
Терминал № 1 аэропорта Лишэ

### Морской транспорт
Порт Нинбо—Чжоушань является самым загруженным грузовым портом в мире. Он состоит из нескольких частей — Бэйлунь (морской порт), Чжэньхай (эстуарный порт) и Старая гавань Нинбо (внутренний речной порт). В портовой зоне расположены контейнерный терминал, терминал по приёму СПГ (совместное предприятие компаний China National Offshore Oil Corporation и Zhejiang Energy), терминал по приёму сырой нефти, терминал по приёму железной руды (совместное предприятие компаний Ningbo Zhoushan Port и Vale), терминал для перевалки жидких химикатов. Нинбо с Чжоушанем соединяют система мостов и паромное сообщение.
В 2020 году грузооборот порта Нинбо—Чжоушань достиг 1,172 млрд тонн, по этому показателю порт занимает первое место в мире в течение 12 лет подряд. Пропускная способность контейнерного терминала составила 28,72 млн контейнеров, он занимает третье место в мире, уступая лишь Шанхаю и Сингапуру. Главным конкурентом порта Нинбо является соседний шанхайский порт Яншань.
Порт Нинбо является ключевым элементом «Нового морского шёлкового пути», который связывает Китай с Юго-Восточной Азией, Индией, Персидским заливом, Восточной Африкой и Западной Европой. Кроме того, порт Нинбо связан железной дорогой с ключевыми логистическими узлами страны, через которые осуществляется железнодорожное сообщение по маршруту Китай — Европа. Большую роль играет экспорт через порт Нинбо—Чжоушань автомобилей, в том числе электромобилей.
По итогам 2022 года объем грузооборота порта Нинбо—Чжоушань превысил 1,25 млрд тонн; объем контейнерных перевозок составил 33,35 млн стандартных контейнеров (TEU); число грузовых морских маршрутов в порту составило 300; объем грузовых мультимодальных перевозок морским и железнодорожным транспортом через порт впервые перевалил за 1,45 млн TEU, увеличившись на более чем 20 % в годовом исчислении.
В 2024 году грузооборот порта Нинбо—Чжоушань превысил 1,37 млрд тонн; контейнерооборот порта достиг 39,3 млн TEU, увеличившись на 11 % в годовом исчислении, а ж.д. станция порта обработала более 1,8 млн TEU.

### Железнодорожный транспорт
На территории Нинбо в портовом районе Бэйлунь заканчивается железнодорожная линия, соединяющая Нинбо с Ханчжоу и Шанхаем (участок Сяошань — Нинбо). Через город проходит Прибрежная высокоскоростная пассажирская линия Шанхай — Ханчжоу — Фучжоу — Шэньчжэнь (участки Ханчжоу — Нинбо и Нинбо — Тайчжоу — Вэньчжоу). Строятся высокоскоростные линии Нинбо — Чжоушань и Нинбо — Наньтун. В городе действуют два крупных вокзала — Главный (Хайшу) и Восточный (Иньчжоу).
77-километровая высокоскоростная железнодорожная линия Нинбо — Чжоушань будет проходить по подводному железнодорожному тоннелю длиной 16,2 км, который прокладывают на максимальной глубине 78 м под морским дном. Тоннель соединит  район Нинбо Бэйлунь и остров Цзиньтан. Конечными станциями железнодорожной линии станут Восточный вокзал в районе Иньчжоу на юго-западе и вокзал Байцюань на острове Чжоушань на северо-востоке. Завершить строительство планируется в 2028 году.
С весны 2014 года действует метрополитен Нинбо, который насчитывает пять действующих линий длиной более 150 км и более ста станций. Оператором метро является компания Ningbo Rail Transit Co. Также имеется интегрированная с метро сеть из четырёх линий пригородных электропоездов.
В 2016 году открылась первая линия современного многосекционного трамвая.

### Автомобильный транспорт
Через территорию Нинбо проходит национальное шоссе G329 (Ханчжоу — Путо). Семь скоростных автомагистралей соединяют Нинбо с соседними городами:
- Hangyong Expressway / G9211: Нинбо — Ханчжоу (является частью кольцевой магистрали вокруг Ханчжоувань)[30]
- Yongzhou Expressway / G9211: Нинбо — Чжоушань
- Huyong Expressway / G15: Нинбо — Шанхай
- Yongtaiwen Expressway / G15: Нинбо — Тайчжоу — Вэньчжоу
- Yongjin Expressway / G1512: Нинбо — Цзиньхуа
- Yongguan Expressway / G1523: Нинбо — Дунгуань
- Ningbo Ring Expressway / G1501 (кольцевая дорога вокруг Нинбо)

Huyong Expressway проходит по самому длинному морскому мосту в мире — мосту через залив Ханчжоувань. Этот вантовый мост длиной 36 км был открыт в 2008 году. Yongzhou Expressway проходит по 26-километровому мосту Цзиньтан, открытому в 2009 году. Yongguan Expressway проходит по 6,7-километровому мосту через бухту Сяншань, открытому в 2012 году, и 8-километровому тоннелю.
Кроме морских заливов и проливов в Нинбо имеются три большие реки, через которые перекинуты десятки мостов.
В городе работают многочисленные автобусные маршруты и такси. Часть городских автобусов переведена на водородные топливные элементы.

### Авиационный транспорт
Город Нинбо и окрестные округа обслуживает международный аэропорт Лишэ, расположенный в районе Хайшу. Лишэ связывает Нинбо с главными городами страны, а также со многими странами и регионами мира (имеются регулярные пассажирские и грузовые рейсы на Тайвань, в Южную Корею, Японию, Малайзию, Таиланд, Сингапур, Вьетнам, Мьянму, Камбоджу, Австралию и Нидерланды).
В 2017 году через два пассажирских терминала и грузовой терминал аэропорта Лишэ прошло почти 9,4 млн пассажиров и более 120 тыс. грузов; в 2018 году — более 11,7 млн пассажиров и свыше 105 тыс. тонн грузов; в 2019 году — более 12,4 млн пассажиров и 106 тыс. тонн грузов.

## Образование

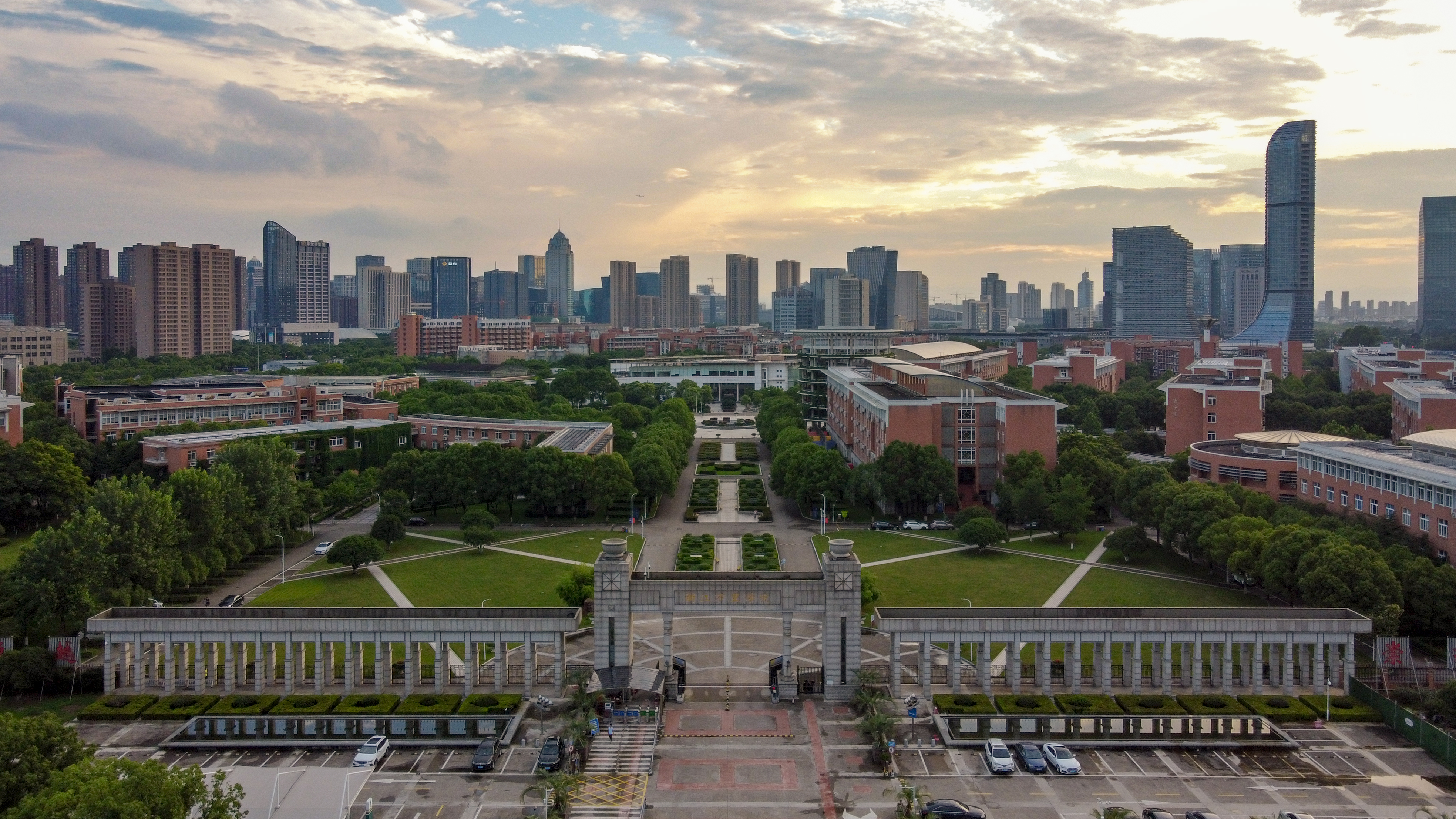
Университет Ваньли

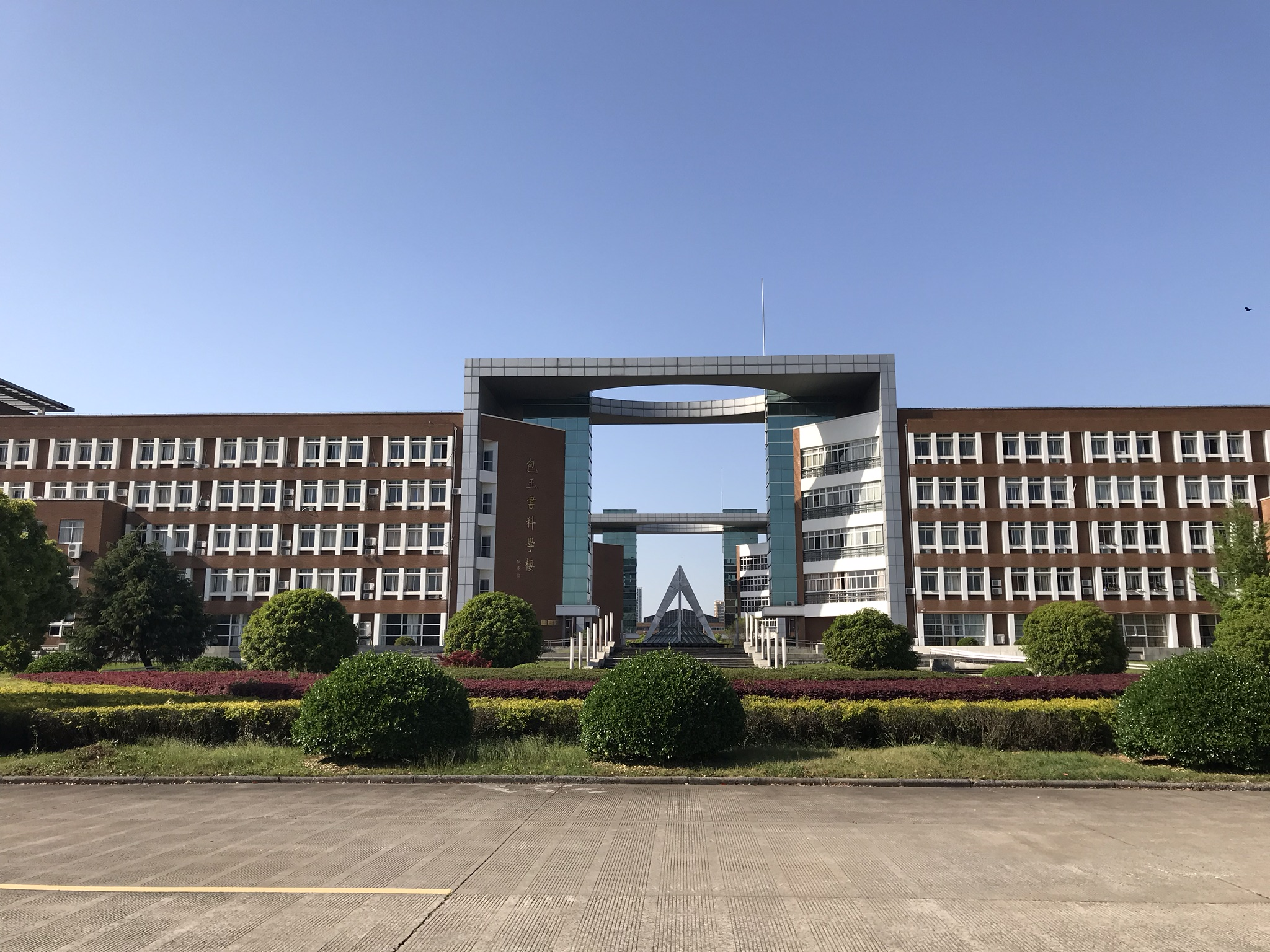
Университет Нинбо

По состоянию на 2013 год в Нинбо насчитывалось 2097 учебных заведений всех уровней, в которых обучалось свыше 1,33 млн учащихся, в том числе 16 университетов и колледжей (153 тыс. учащихся), 55 профессионально-технических училищ (78 тыс. учащихся), 81 средняя школа (97 тыс. учащихся), 216 младших школ (189 тыс. учащихся), 465 начальных школ (487 тыс. учащихся) и 1254 детских сада (276 тыс. детей).
- Университет Нинбо
- Технологический университет Нинбо
- Университет Чжэцзянь Ваньли
- Технологический институт Нинбо (филиал Чжэцзянского университета)
- Ноттингемский университет Нинбо[32][33]
- Чжэцзянский фармацевтический колледж
- Международная школа Хуамао

Кроме того, в Нинбо имеется несколько международных школ, в том числе Access International Academy Ningbo, Huamao Multicultural Education Academy, Ningbo Zhicheng School International и Ningbo International School.

## Культура
Крупнейшими театральными площадками города являются Большой театр Нинбо и Театр Шао Ифу (Run Run Shaw Theatre).
В Нинбо расположено несколько больших библиотек, в том числе библиотека Нинбо, библиотека университетской зоны Нинбо и библиотека Ноттингемского университета в Нинбо.

### Музеи
В Нинбо имеется несколько десятков исторических, археологических, этнографических, художественных и научных музеев:
- Музей Нинбо
- Музей искусств Нинбо
- Музей Китайского порта
- Музей коммерсантов из Нинбо
- Музей морского дела и народных обычаев Восточного Чжэцзяна / Зал гильдии Цинъань
- Музей Цыси
- Музей Павильона Тяньи
- Музей образования Нинбо
- Музей керамики «Печи Юэ озера Шанлинь»
- Музей района Фэнхуа
- Музей района Бэйлунь
- Музей уезда Сяншань
- Музей уезда Юйяо
- Музей раскопок Хэмуду
- Исторический мемориальный зал береговой обороны морского порта Чжэньхай
- Мемориальный зал Чжу Шуньшуя

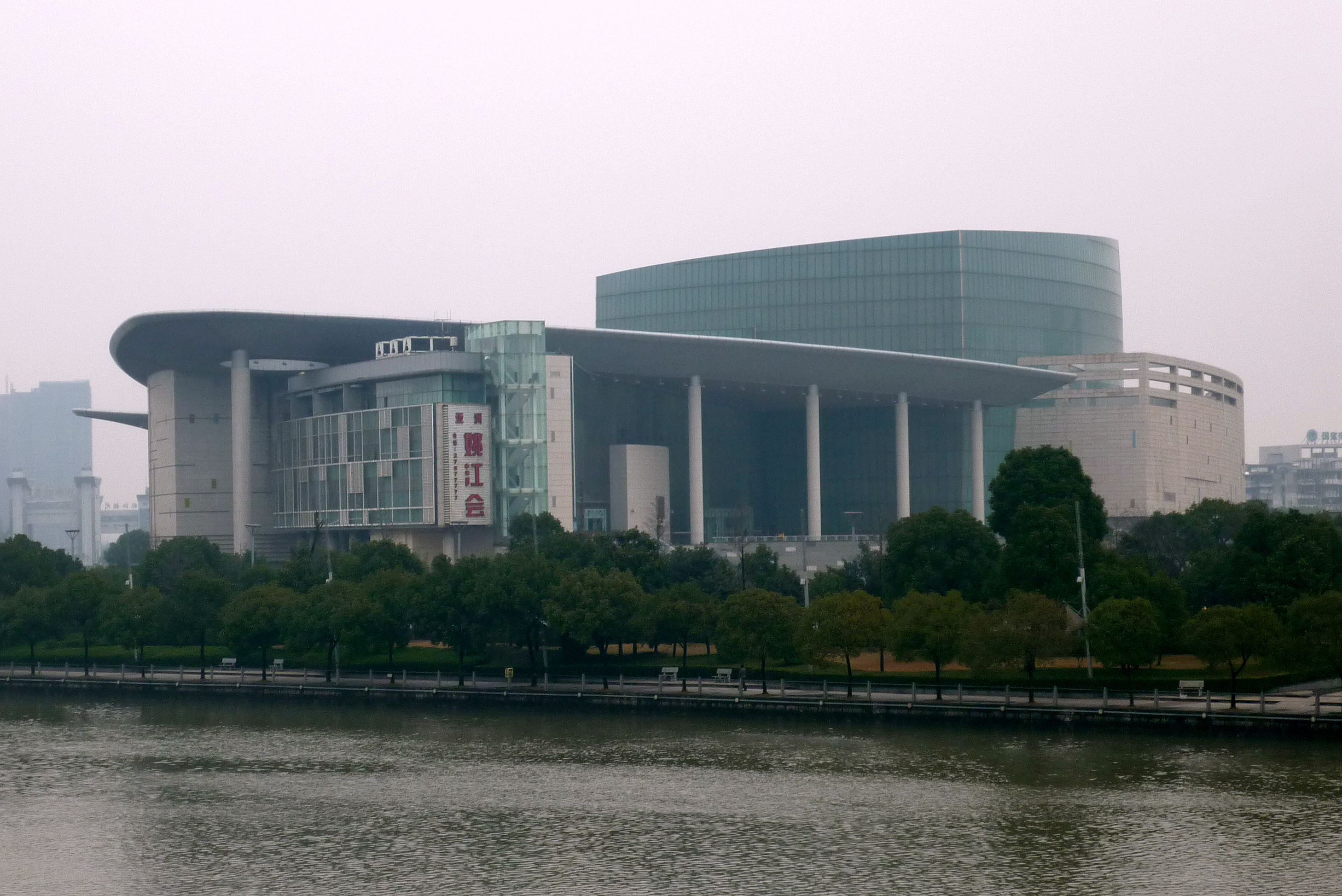
Большой театр
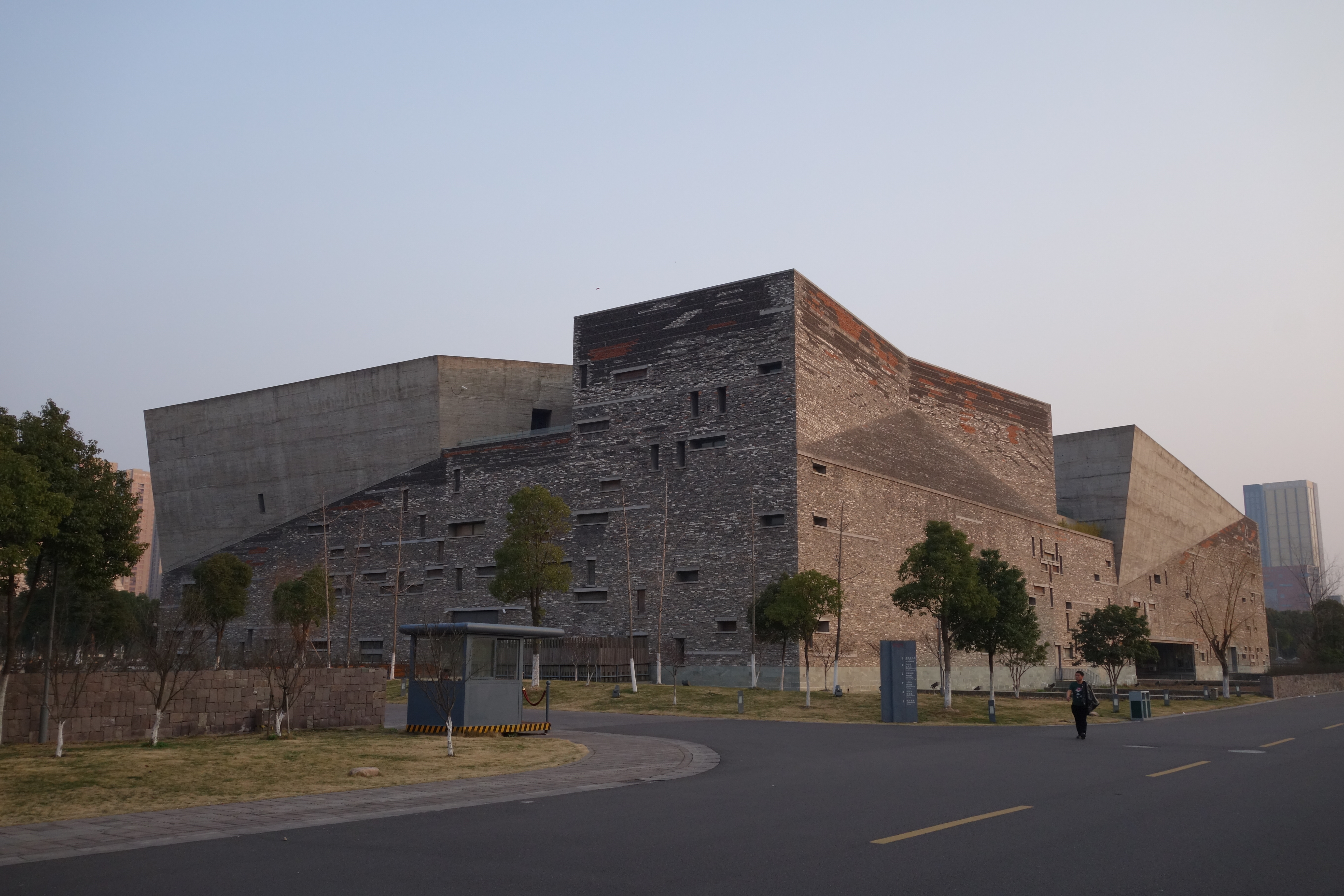
Музей Нинбо
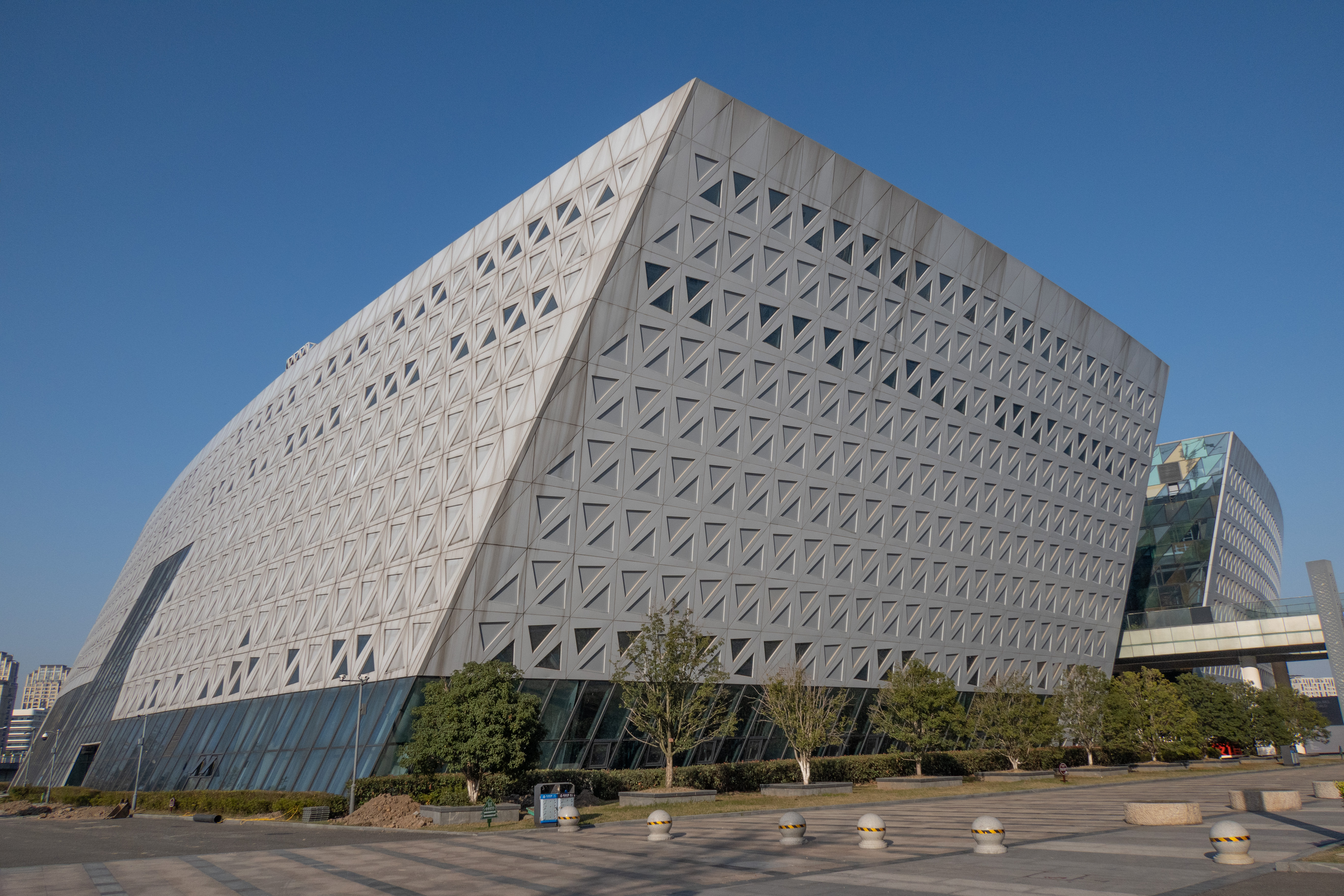
Музей Цыси
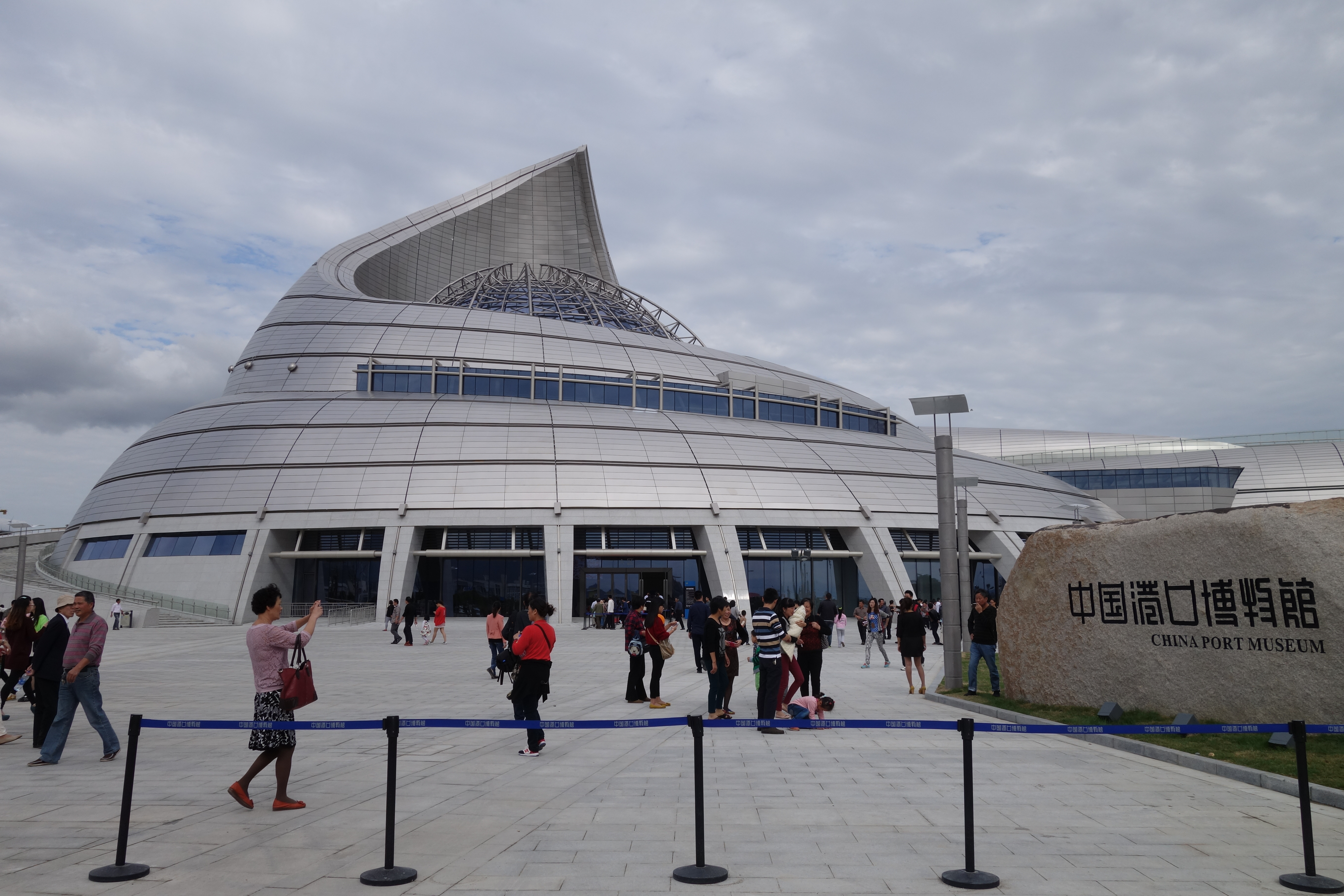
Музей Китайского порта
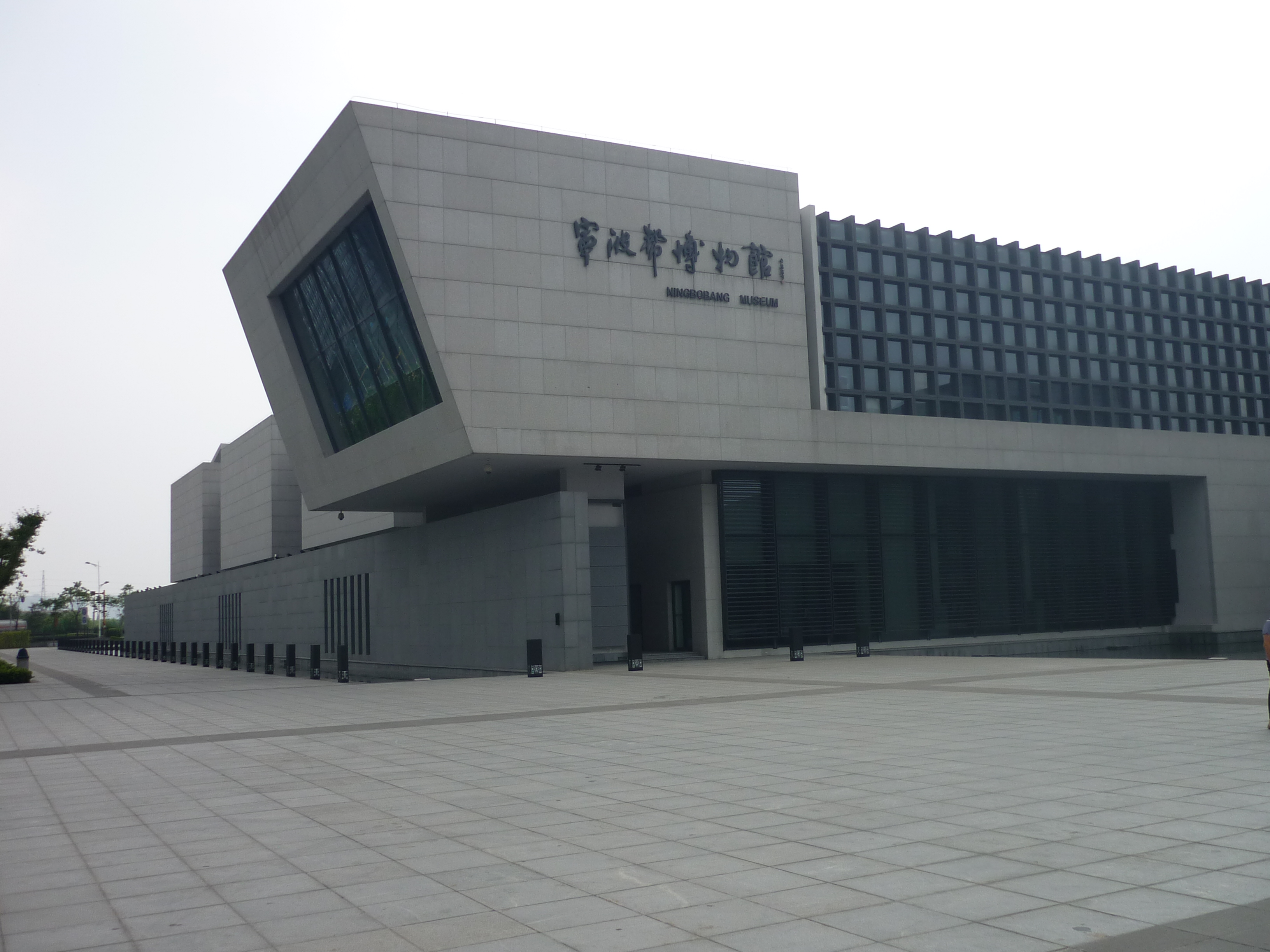
Музей коммерсантов из Нинбо
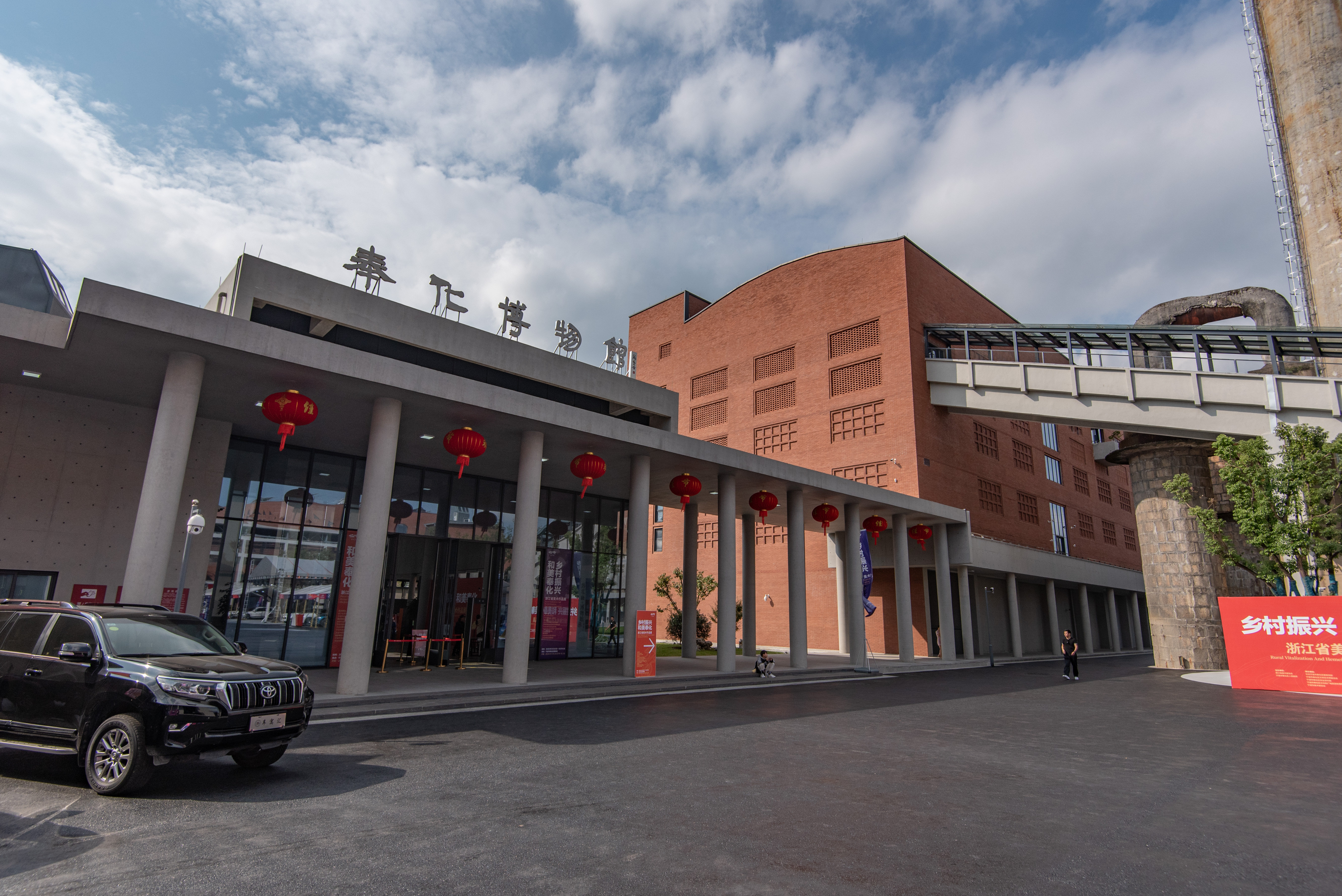
Музей Фэнхуа
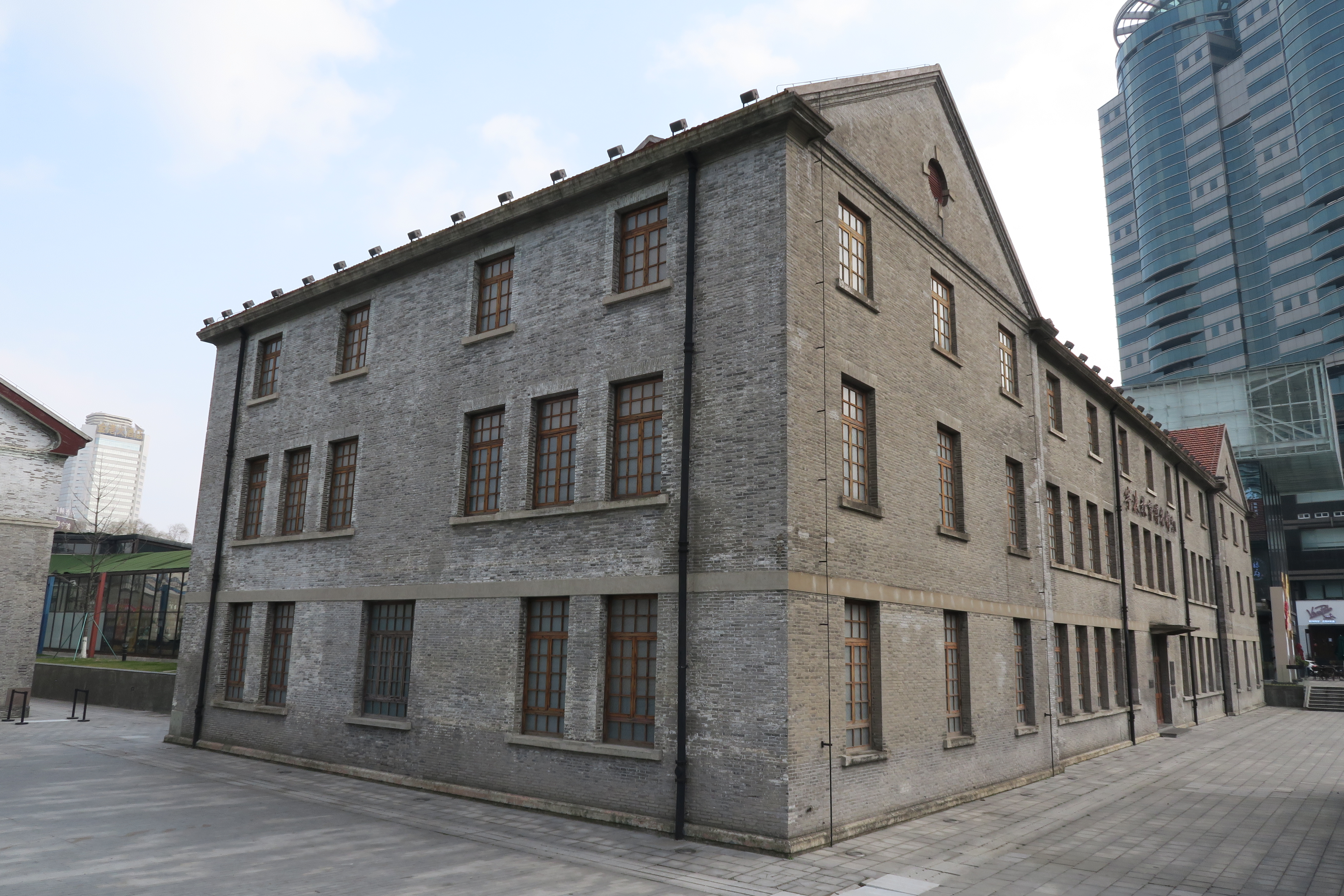
Музей образования Нинбо
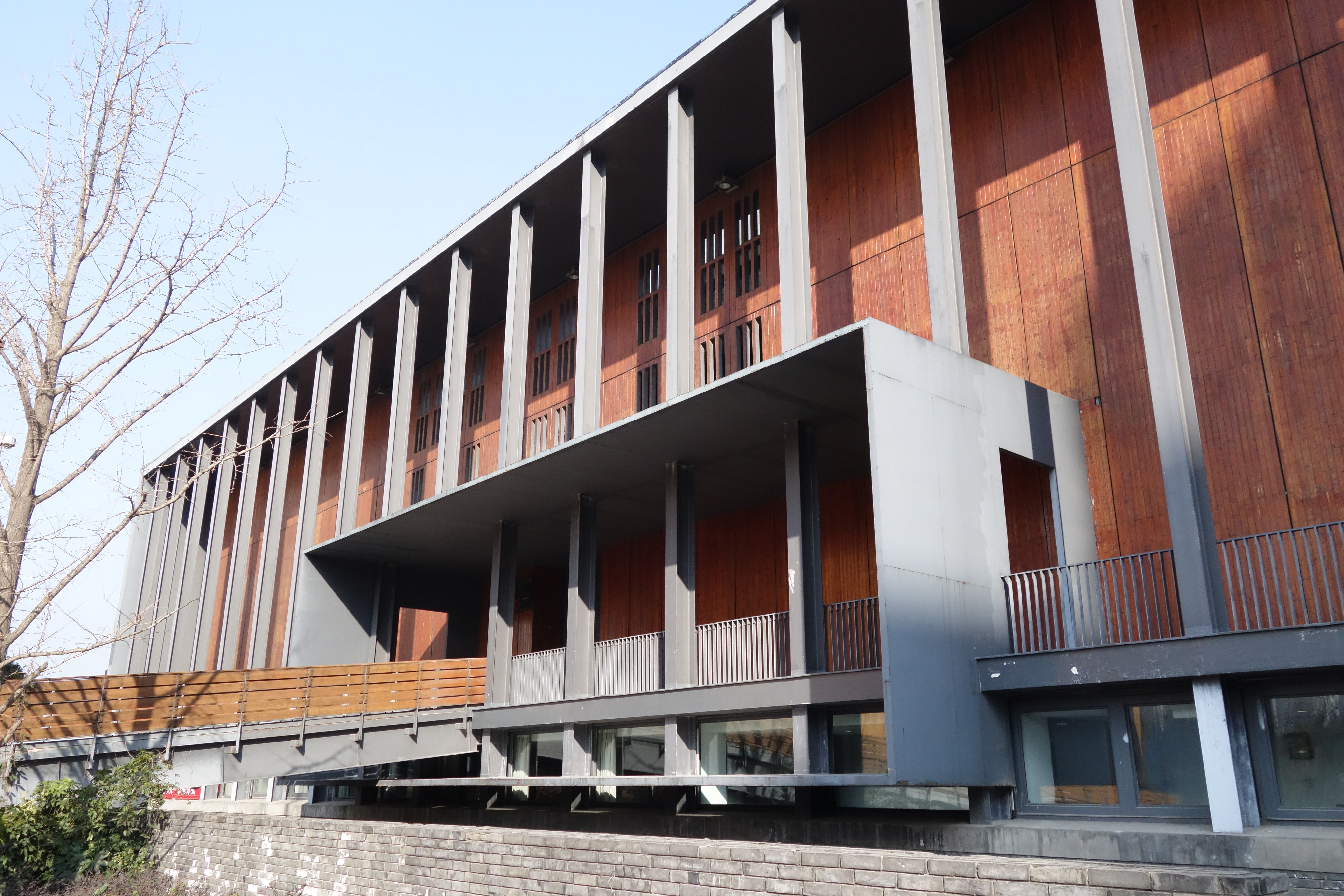
Музей искусств Нинбо
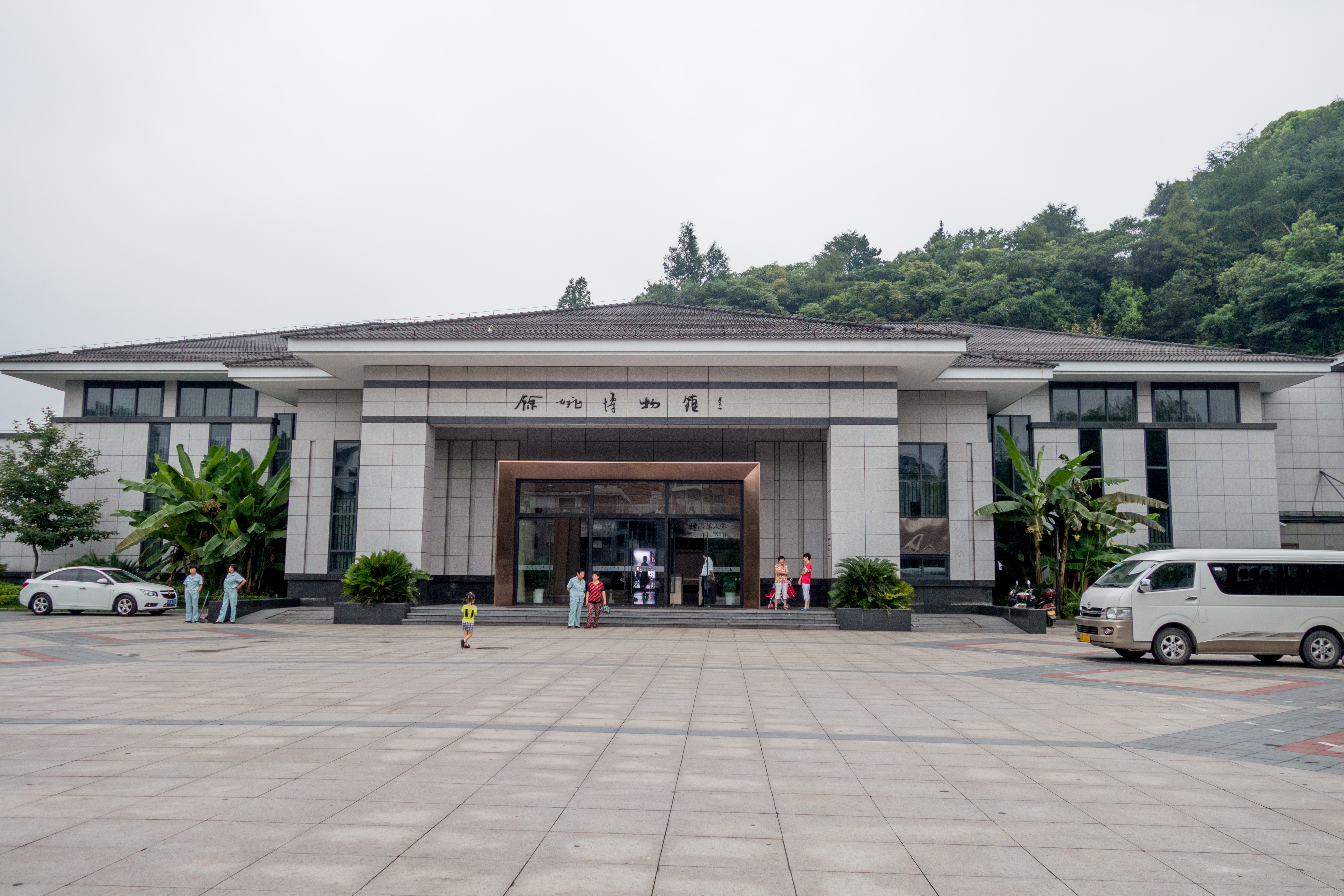
Музей уезда Юйяо
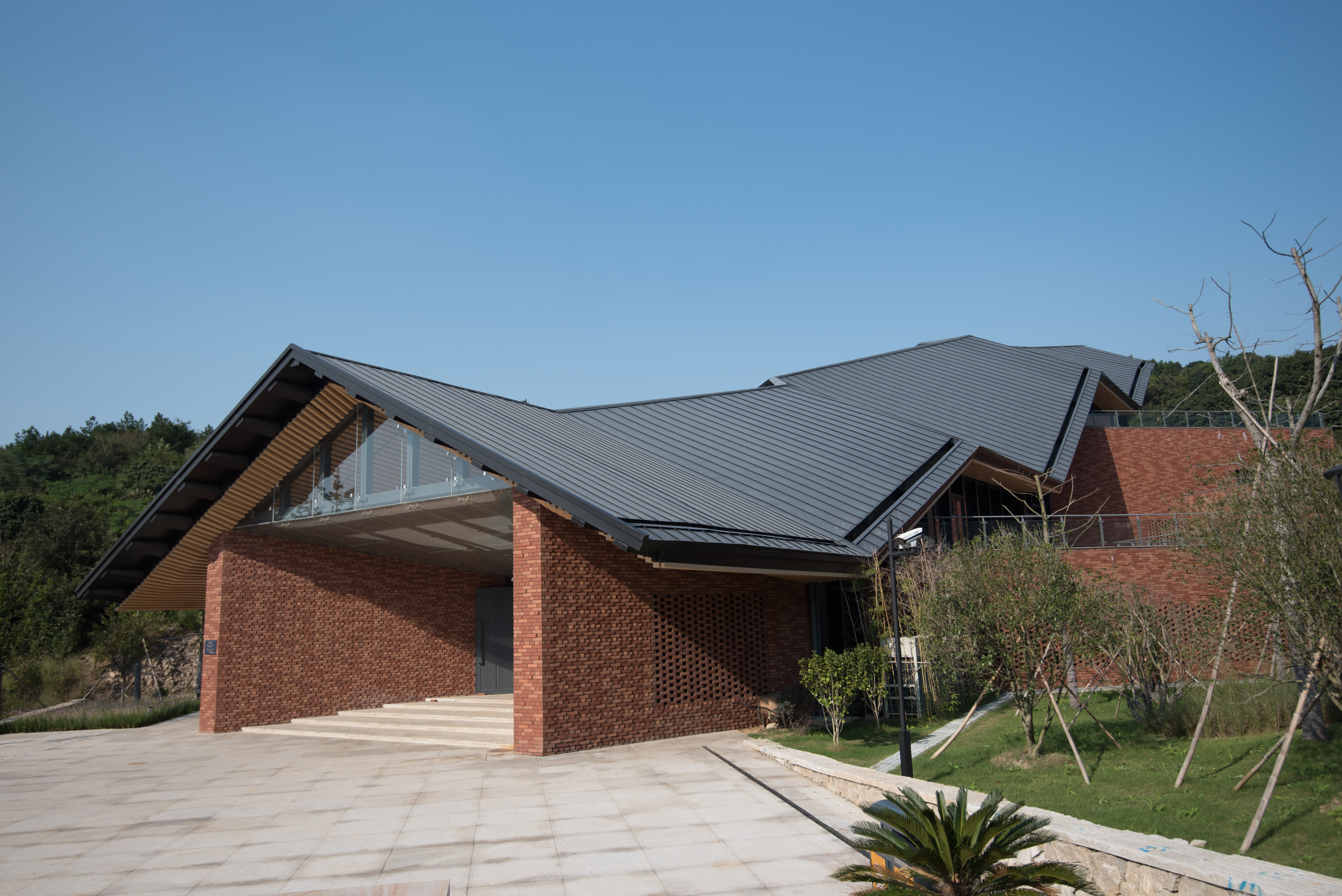
Музей керамики «Печи Юэ озера Шанлинь»
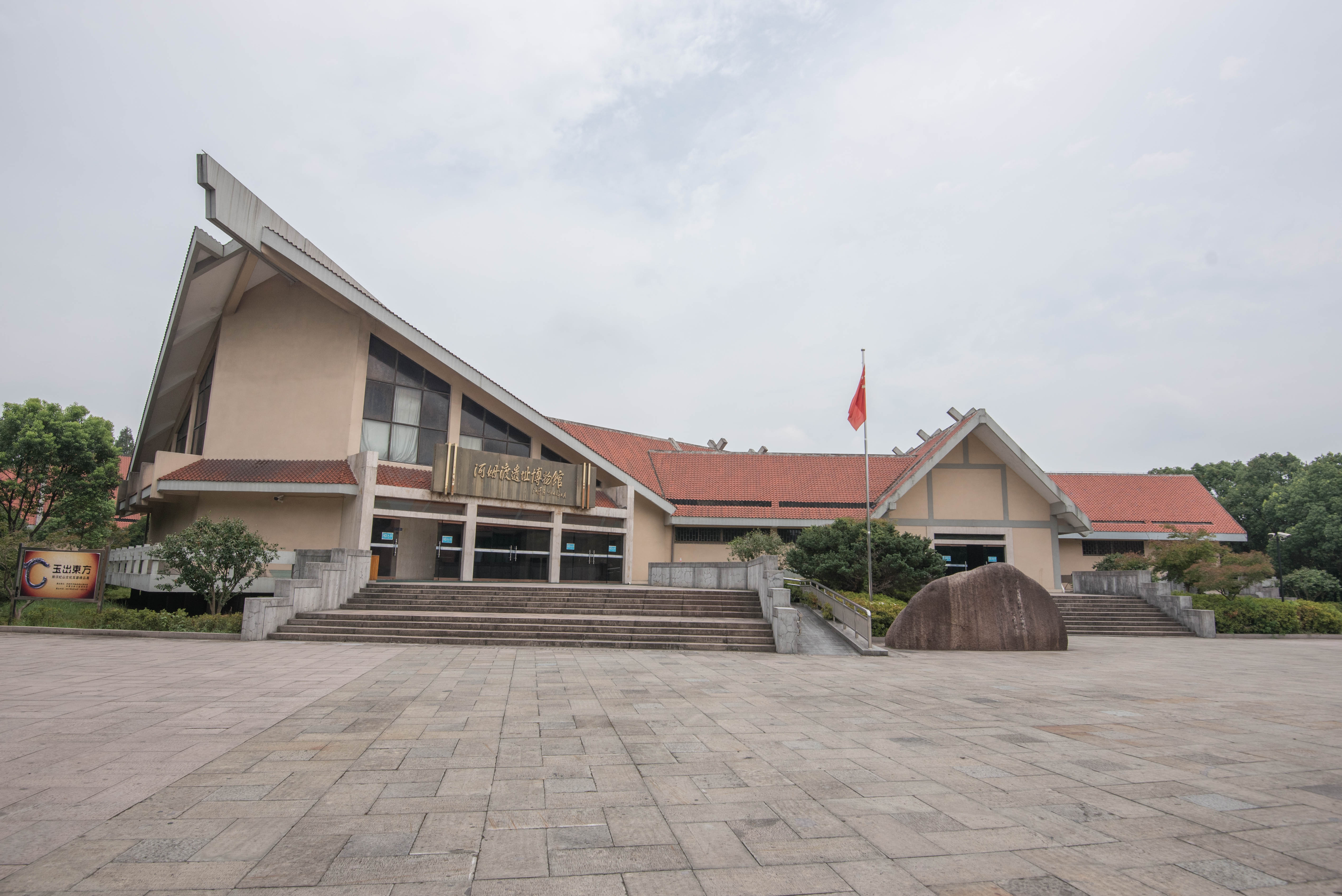
Музей раскопок Хэмуду
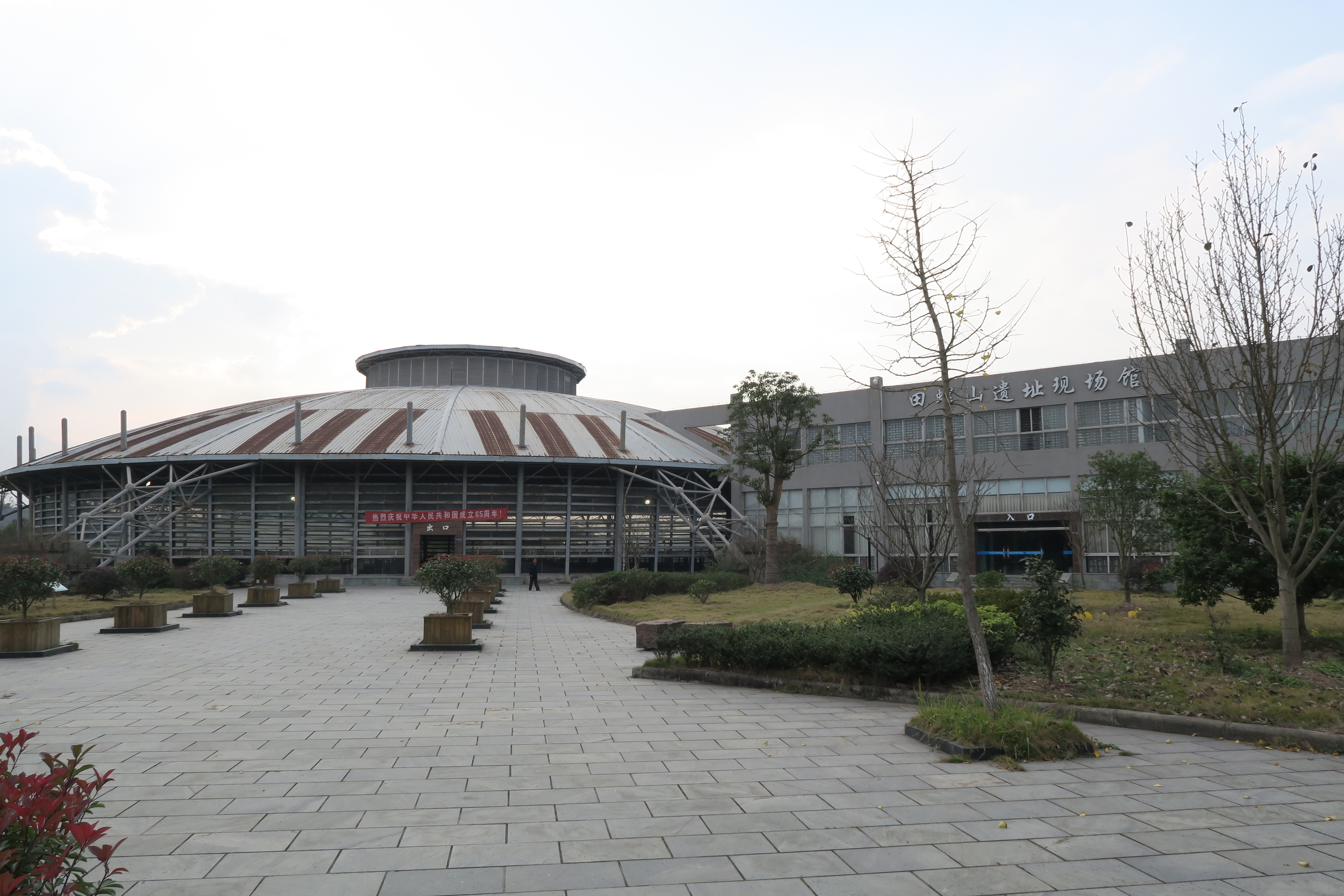
Музей раскопок Тяньлуошань
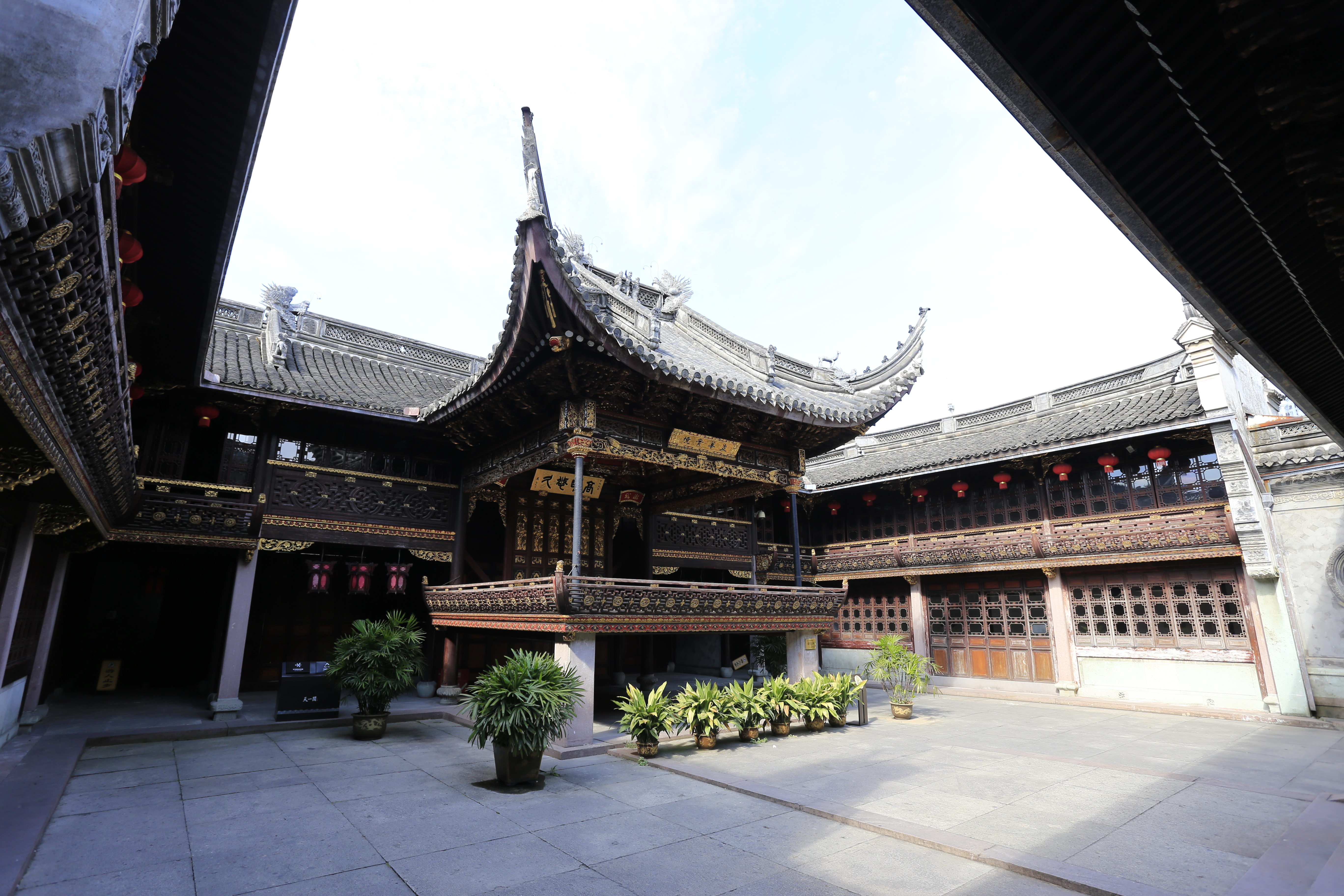
Музей павильона Тяньи
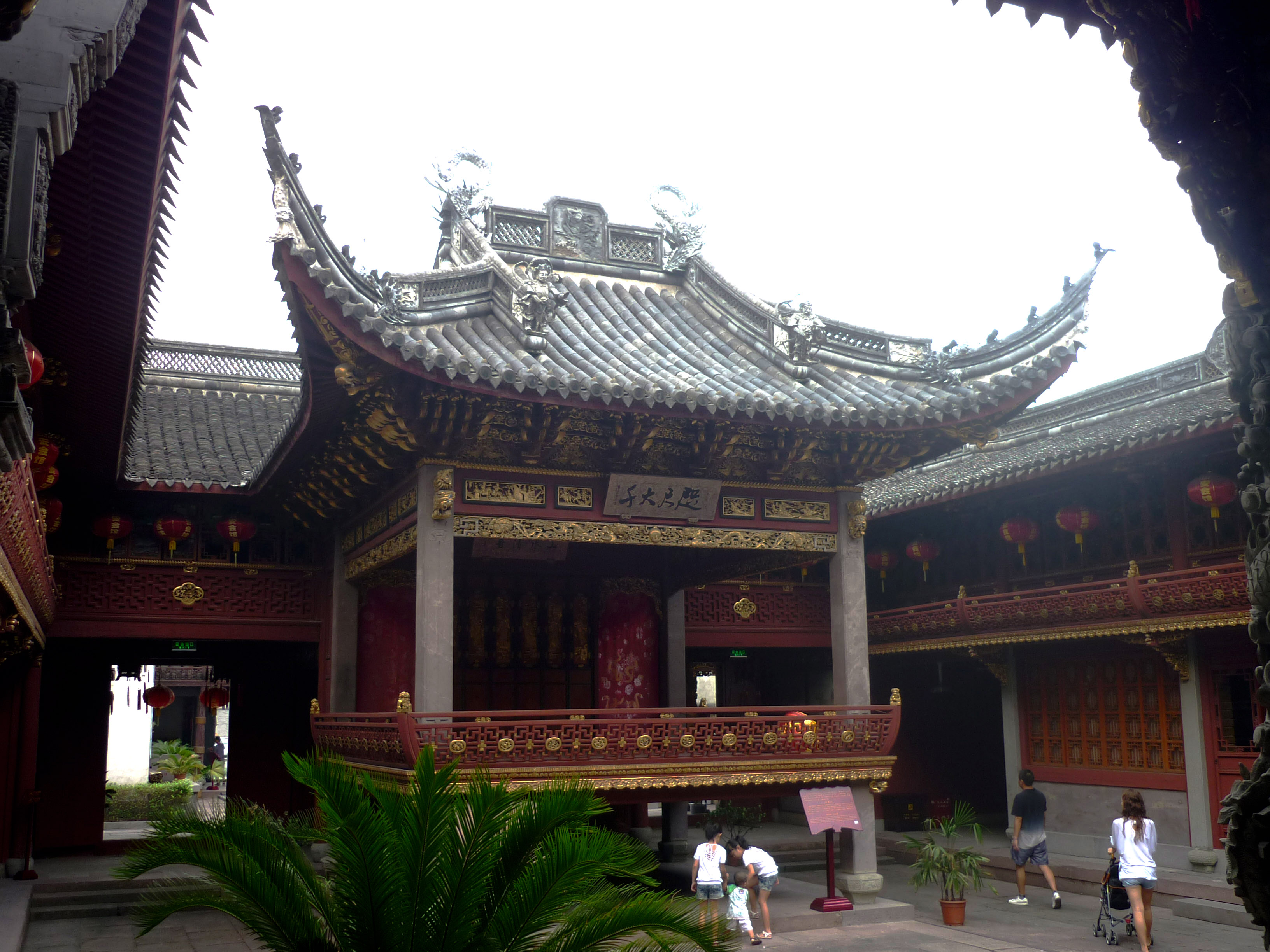
Зал гильдии Цинъань
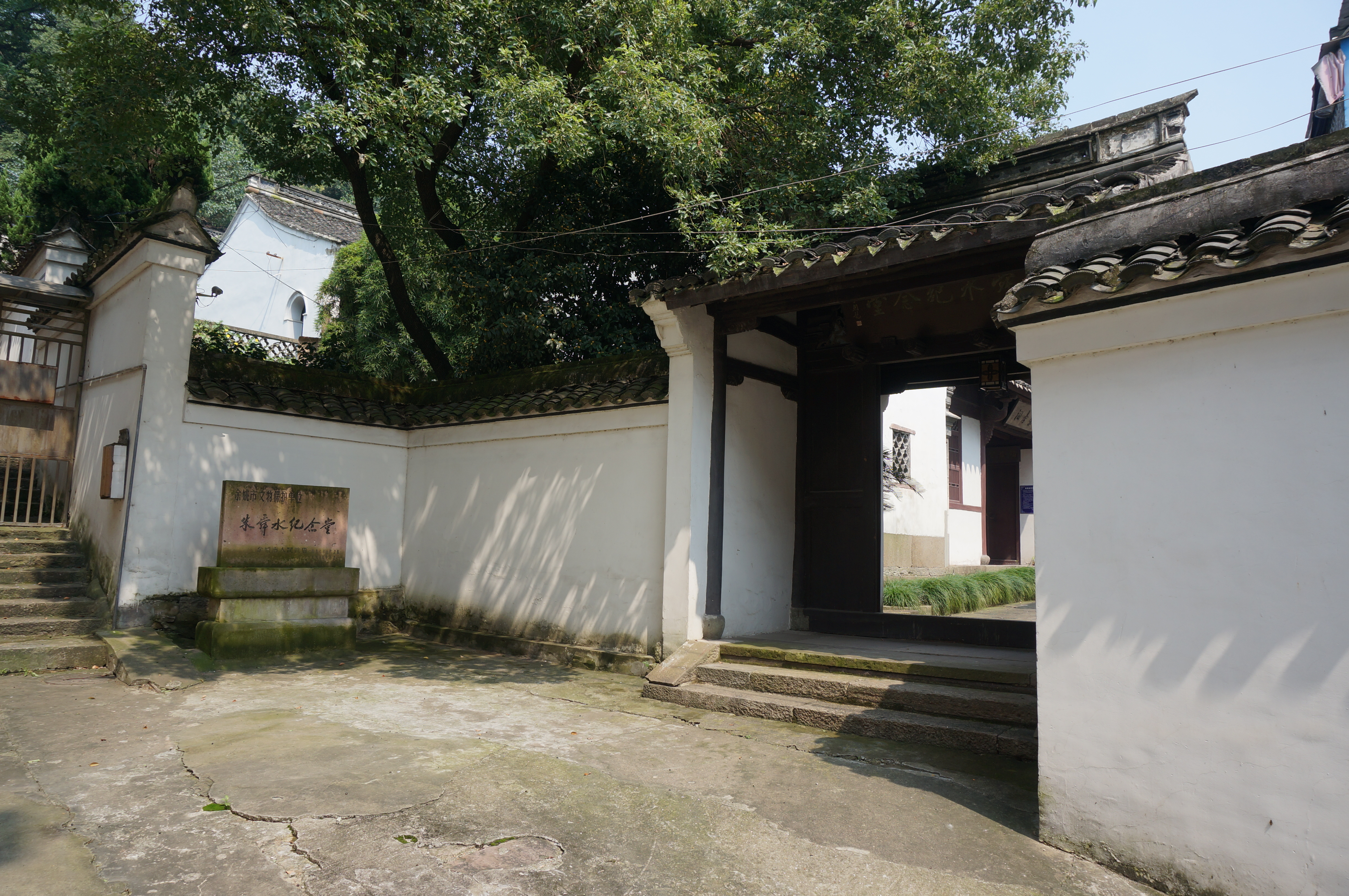
Мемориальный зал Чжу Шуньшуя
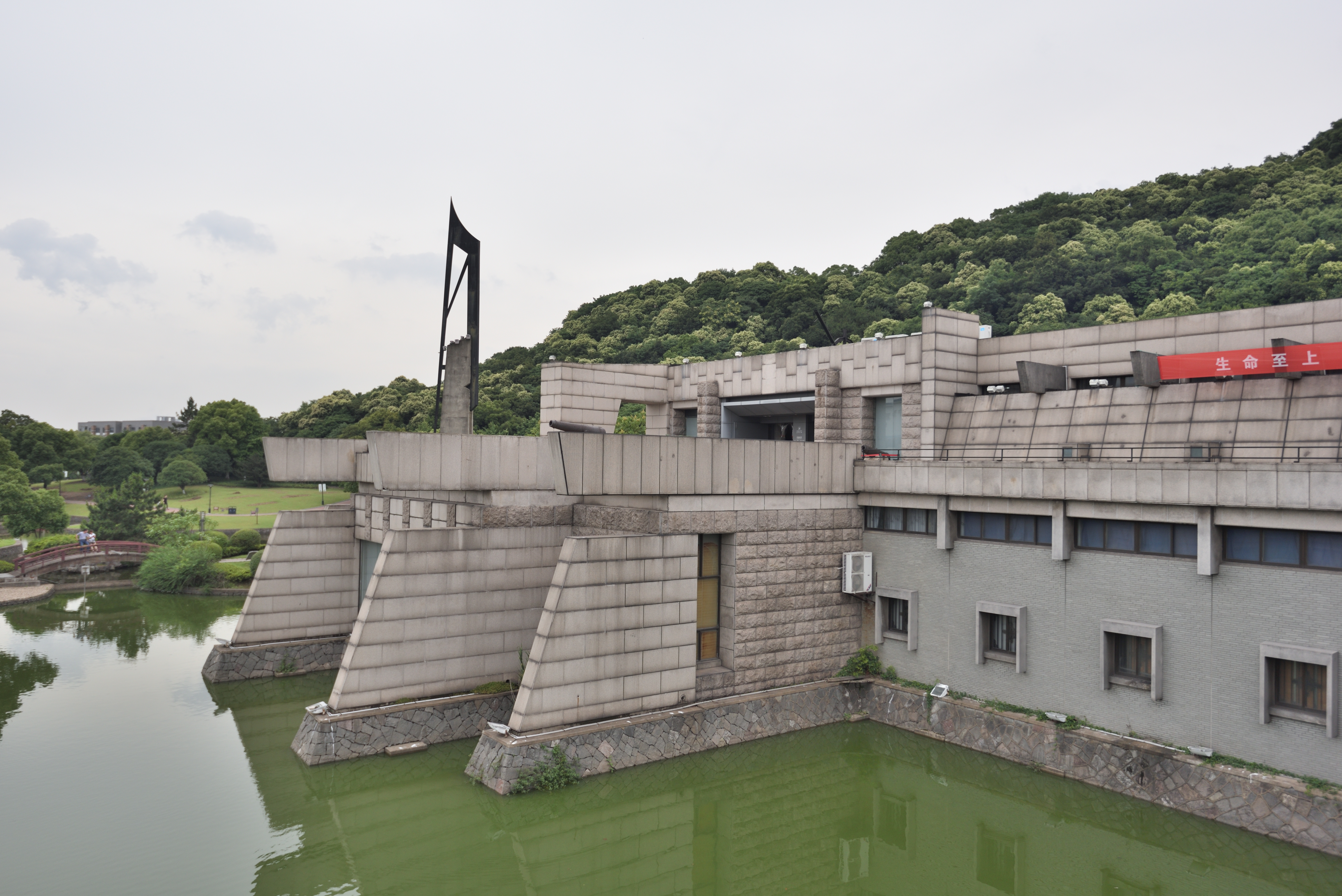
Зал обороны порта Чжэньхай
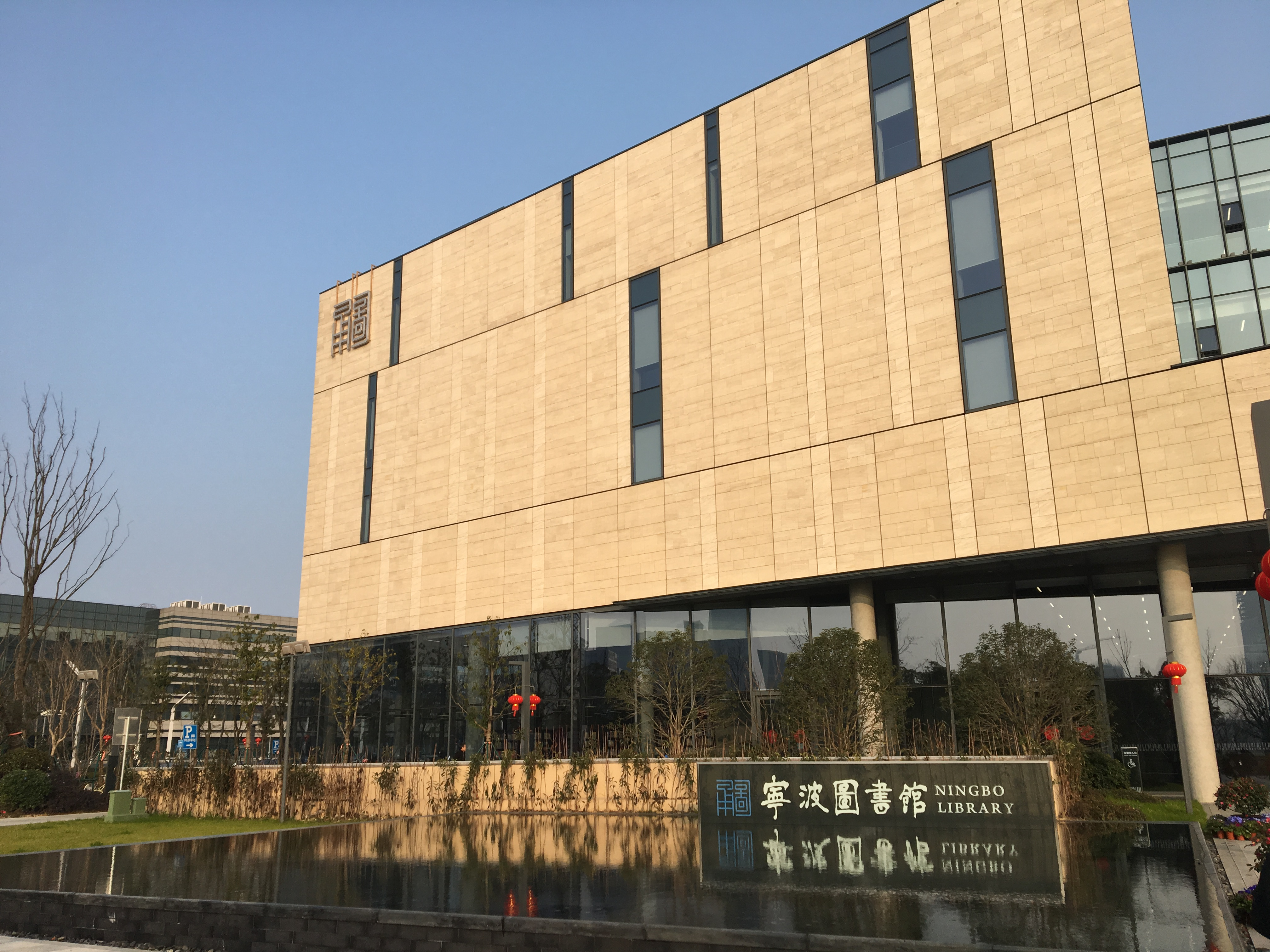
Библиотека Нинбо
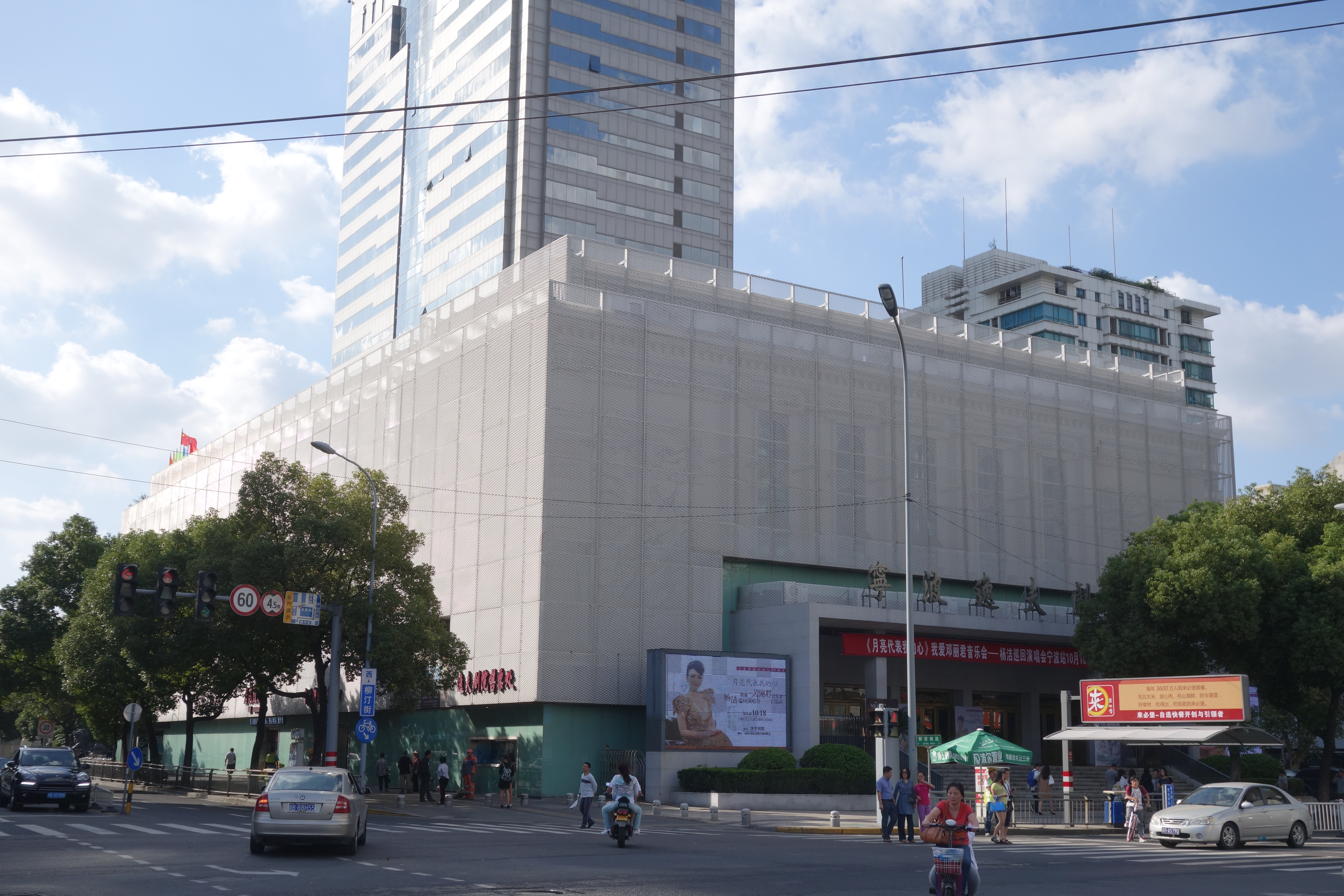
Театр Шао Ифу

### Гастрономия
Нинбо известен своими традиционными блюдами — варёными рисовыми шариками танъюань (в качестве начинки в них используют и жирную свинину, и молотый кунжут, смешанный с сахаром, и мякоть дуриана, и красную фасоль), гладкими рисовыми пудингами, маринованной капустой, супом со свининой, крабами с имбирём и уксусом.
Также Нинбо славится на весь Китай своими рынками морепродуктов, на которых продают и готовят рыбу, крабов, креветки, устрицы, медузы, улитки и водоросли.

### Праздники
В Нинбо широко отмечают традиционные китайские праздники, такие как Новый год, Праздник середины осени и Циси (Праздник влюблённых); особенно сильны культы, связанные с морем и морскими божествами (Мацзу и Гуаньинь).

## Здравоохранение

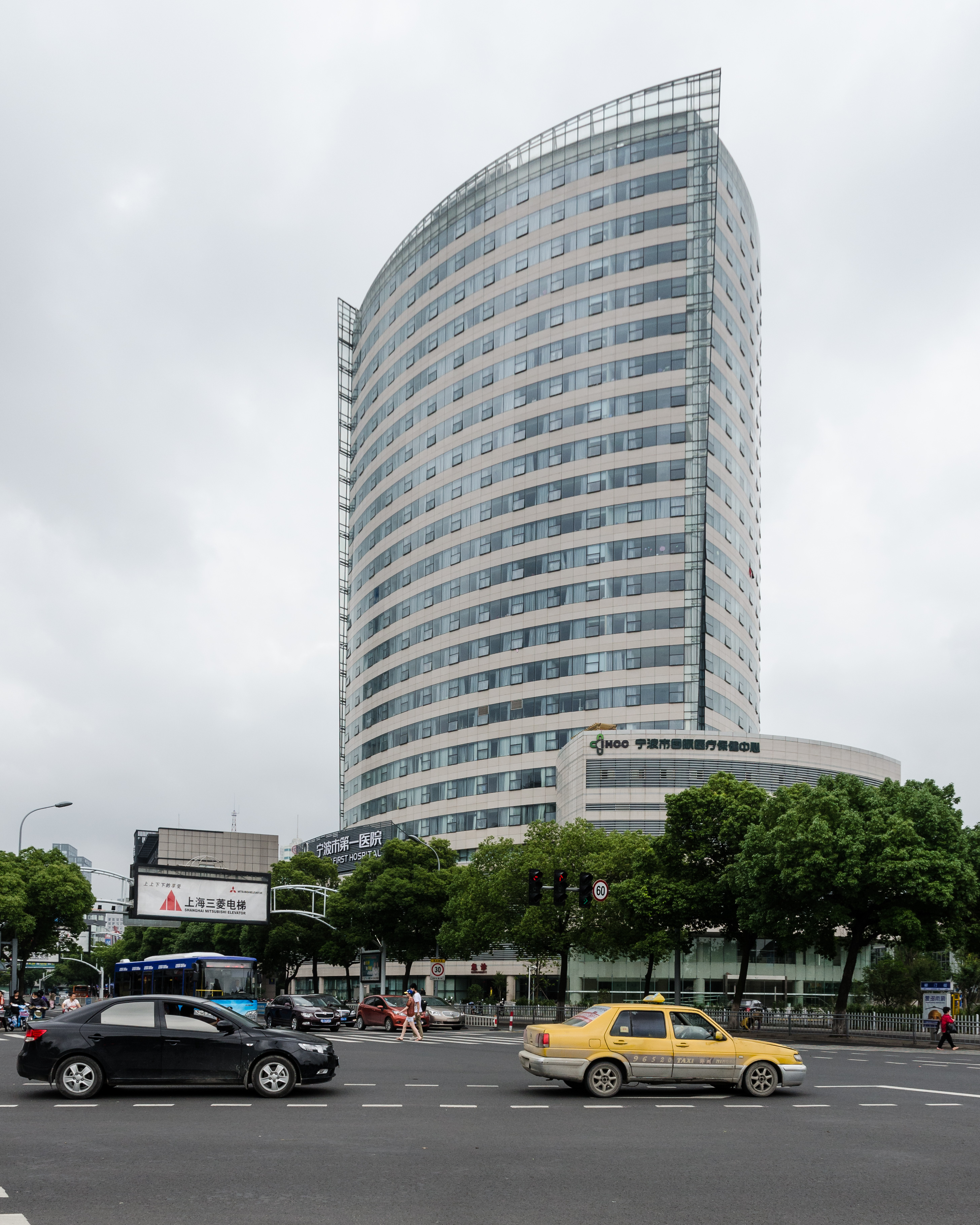
Первая больница Нинбо

Крупнейшими медицинскими учреждениями Нинбо являются Первая и Вторая больницы, а также больница матери и ребёнка, больница университета Нинбо, больница Каннин и больница традиционной китайской медицины.

## Спорт

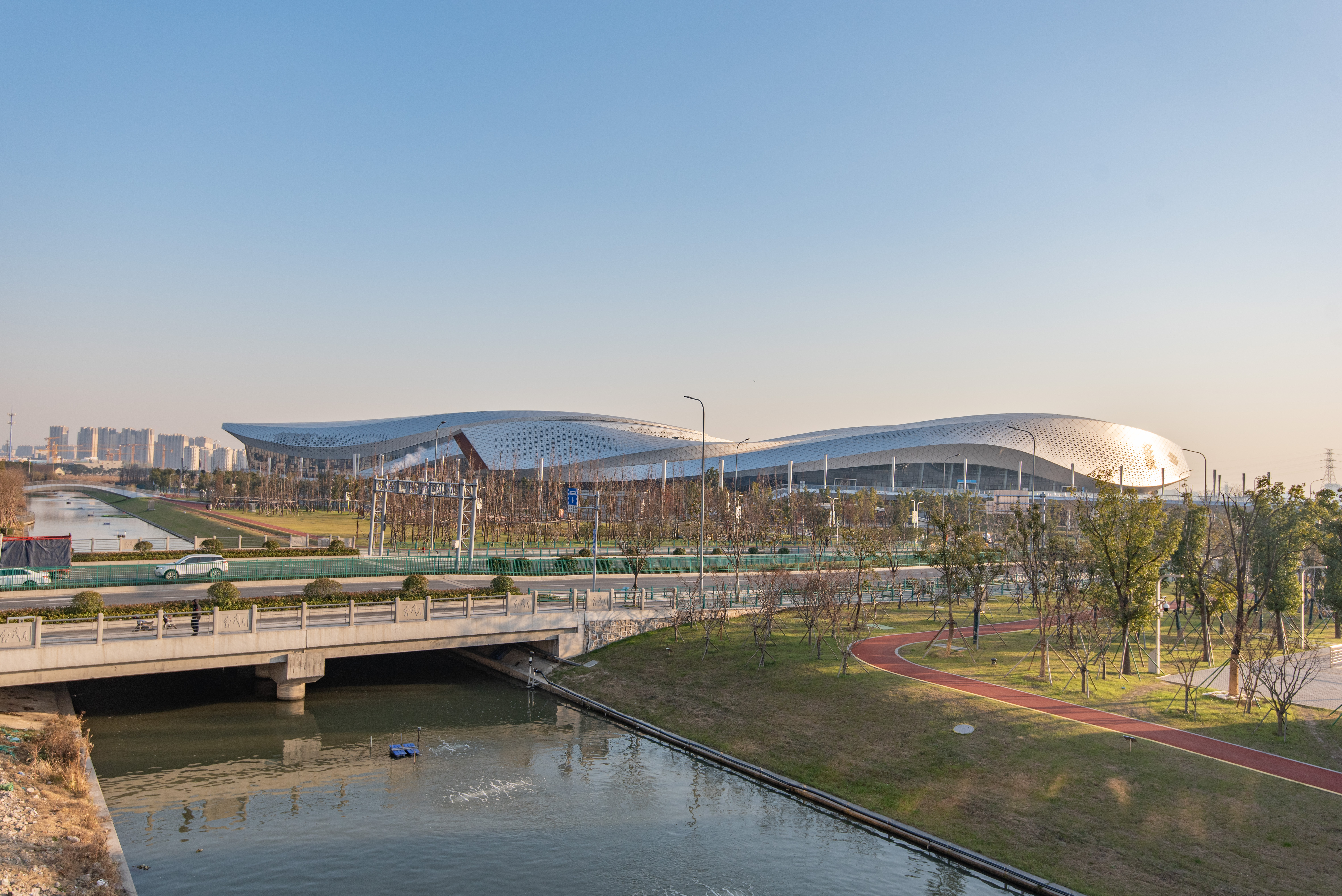
Олимпийский спортцентр

В 2008 году в Нинбо проходил Чемпионат мира по боксу среди женщин, в 2019 году — Чемпионат Азии по тяжёлой атлетике. Кроме того, в Нинбо регулярно проводится престижный женский Международный теннисный турнир серии WTA 125K. Ранее в городе базировался самый титулованный баскетбольный клуб Китая «Баи Рокетс» (в 2018 году команда переехала из Нинбо в Наньчан).
Крупнейшими спортивными комплексами города являются Олимпийский спортивный центр Нинбо, Гимнастический центр в Бэйлуне, Теннисный центр в Иньчжоу.

## Известные уроженцы
На территории современного Нинбо родились буддийский миссионер Усюэ Цзуюань (1226), историк и каллиграф Юань Цзюэ (1266), художник Ван Э (1465), философ Ван Янмин (1472), художник Люй Цзи (1477), философ Хуан Цзунси (1610), ботаник Джон Мерл Коултер (1851), жена Чан Кайши Мао Фумэй (1882), президент Китайской Республики Чан Кайши (1887), художник Пань Тяньшоу (1897), каллиграф Ша Мэнхай (1900), философ Фэн Дин (1902), кинопродюсер и бизнесмен Шао Ифу (1907), историк и политик Ша Вэньхань (1908), писатель и поэт Инь Фу (1909), режиссёр и актёр Юань Мучжи (1909), генетик Тань Цзячжэнь (1909), президент Китайской Республики Цзян Цзинго (1910), писатель Му Шиин (1912), тайваньский политик Юй Гохуа (1914), актриса Чэнь Яньянь (1916), переводчик Цао Ин (1923), бизнесмен Чэнь Тинхуа (1923), фармаколог Ту Юю (1930), основатель компании TSMC Моррис Чан (1931), учёный и президент Академии наук Лу Юнсян (1942), художник и кинорежиссёр Чэнь Ифэй (1946), министр финансов Китая Се Сюйжэнь (1947), политики Сюй Шаоши (1951) и Лу Чжаньгун (1952), политики Хань Чжэн и Хуан Синго (1954), политик Шэнь Юэюэ (1957), гимнаст Ли Сяопин (1962), пловец Ван Шунь (1994).

## Города-побратимы
Города-побратимы Нинбо (в скобках указано время заключения договора о сотрудничестве):
- Нагаокакё, Япония (апрель 1983)
- Ахен, Германия (октябрь 1986)
- Уилмингтон, США (май 1988)
- Руан, Франция (март 1990)
- Вайтакере, Новая Зеландия (ноябрь 1998)
- Сантус, Бразилия (январь 2002)
- Веспрем, Венгрия (июль 2003)
- Городской округ Бухта Нельсона Манделы, ЮАР (сентябрь 2003)
- Варна, Болгария (июнь 2004)
- Ставангер, Норвегия (сентябрь 2004)
- Быдгощ, Польша (ноябрь 2005)
- Сан-Паулу, Бразилия
- Ноттингем, Великобритания
- Ласаро-Карденас, Мексика
- Флоренция, Италия[37]
- Капан, Армения

### Города-партнёры
- Масуда, Япония (октябрь 1990)
- Уэда, Япония (февраль 1995)
- Барселона, Испания, (октябрь 1995)
- Сунчхон, Южная Корея (июнь 1997)
- Суррей, Канада (май 1999)
- Хьюстон, США (сентябрь 2000)
- Винер-Нойштадт, Австрия (сентябрь 2000)
- Тэгу, Южная Корея (сентябрь 2000)
- Агуаскальентес, Мексика (ноябрь 2006)
- Милуоки, США (2006)
- Мансанильо, Мексика (2010)
- Тарту, Эстония (2011)
- Риека, Хорватия (2011).